# 浜田省吾
浜田 省吾（はまだ しょうご、1952年12月29日 - ）は、日本の男性シンガーソングライター。
広島県竹原市生まれ。広島県立呉三津田高校卒業、神奈川大学法学部中退。既婚。1975年、愛奴のメンバー（ドラムス・パーカッション）としてプロデビューし、1976年にシングル「路地裏の少年」とアルバム『生まれたところを遠く離れて』でソロデビュー。
マスコミや一部のファン等から「浜省」「ハマショー」という愛称で呼ばれている。

## 概要
デビュー時からサングラスがトレードマーク。ライブを自分の音楽のよりどころと考え、アーティストはライブやCDで成立しなければならないというこだわりを持ち、直接歌を聴いてほしいとの思いから、テレビ地上波出演は4回のみで、テレビの露出に頼らず、僅かな音楽雑誌のみを唯一音楽以外のメディアとして、その歩みを全うしてきた。自身の"実体"を大切にし続けながら、地道なライブ活動によって確実にファンを獲得。デビュー後の数年間は、事務所の方針により自らが目指す方向性を屈折させられ逡巡していた。そのため、初期の頃は自分の生き方そのものへの懐疑を投げかけた楽曲が多く存在する。一般的に認知されているバラード楽曲の他にも父親の被爆体験から、日本や戦争を歌った楽曲も数多く存在し、プロテスト色の強いアーティストでもある。また、「ロック＝英語」という既成概念に疑問をもち、日本語による歌詞や歌唱にこだわった。このことは以降のミュージシャンにも大きな影響を与えた。
ホリプロ所属時代、山口百恵、和田アキ子、能瀬慶子、甲斐よしひろ、松田優作、時任三郎、吉田栄作、榊原郁恵、真田広之、烏丸せつこらに楽曲を提供している。

## 来歴

### 幼少期
家族構成は本人、両親、姉2人。生家は現在も残っており、かつてファンクラブ誌上で訪問したことがある。
父は戦前特高警察官、その後は地方警察署に勤務。竹原警察署勤務時代の1945年8月6日、広島市への原爆投下直後に救援隊として広島市に入り二次被爆した。浜田省吾は被爆二世にあたる。
父の転勤のため、3歳から尾道市、廿日市市、広島市佐伯区、広島市南区元宇品と広島県内で転校を繰り返す。小学校の遠足で原爆資料館を訪れ、キューバ危機の頃で「第三次世界大戦か?」と連日の報道と合わせ不安に怯える。原爆投下の翌日、広島市内に入って見た悲惨な光景を父親から一度だけ聞かされた。18歳までに20回近くの引っ越しを経験。必然的に一人で遊ぶことが多くなり、空想好きで、音楽に対して敏感になった。"広島"の事を思うと、楽しい思い出より、嫌な思い出の方がすぐに出てくるという。こうした経験が自身の人間形成に大きな影響を与えたと述懐している。
9歳小学四年のときに元宇品から、江田島の海沿いの町、鷲部に転居。小学五年のとき警察官舎の友人の部屋で、ラジオから流れるビートルズの日本デビュー曲「プリーズ・プリーズ・ミー」を聴く。浜田は2005年のアルバム 『My First Love』に収録された「初恋」で「海辺の田舎町 10歳の頃ラジオから流れてきた“The Beatles” 一瞬で恋に落ちた」と歌い、かつて江田島で開かれた音楽イベントに「オレにとって『江田島』は『初恋のきた島』なのです」とメッセージを寄せている。小学4年から中学1年まで過ごした江田島が浜田にとって音楽活動の原点になった。江田島図書館は浜田ファンの"聖地"となっている。雑誌に載った小さな写真で初めてビートルズを見たが「どの人がビートルズ」かと姉に聞いた。当時洋楽はソロシンガーによる軽快なポップミュージックが主流だったので大きなショックを受ける。姉の誕生日プレゼントだったギターを取り上げ、この頃からギター演奏を始める。学校でもホウキをギター代わりに演奏の真似をしたりしていた。雑誌などにビートルズの名前が載っていると、切り抜いてノートに貼り付けたりしていた。
1965年、13歳中学校一年時に呉市汐見町に転居、呉市立二河中学に転校。以降は高校卒業まで呉市で育った。FEN岩国を知り、毎日ラジオに噛り付き洋楽を聴いた。ビートルズの他には、モータウン・サウンド、ビーチ・ボーイズ、ヤング・ラスカルズなどを好んで聴いた。少年期の音楽体験については、渋谷陽一との対談集『ロックは語れない』（新潮文庫）などに詳しい他、しばしば歌詞に登場させる。また、子供の頃はロックやポップスと並んで漫画が大好きな少年で、ずっと読んでばかりで親に怒られたという。ケント紙を買ってきて、枠線を引いて自分で漫画を描いて、クラスで回し読みしていた。今はほとんど漫画は読まないらしいが、『あしたのジョー』だけは未だに全巻揃えてあるという。

### 高校時代
1968年、県内有数の進学校、広島県立呉三津田高等学校に入学。父の期待に応えたいという一心で受験勉強に励んだ。しかし、授業の合間の休憩時間にも全員が予習・復習をしているという環境に馴染めず。学校は丘の上にあり、何で聞きたくもない授業を聞いてなきゃいけないんだろうと窓の外を眺めていたら、同じように窓の外を眺めていた野球部員に誘われ、不良の溜まり場だった野球部に入部。ポジションは偉大な先輩・広岡達朗の呉三津田時代と同じサードだった。また、同じ進学校である修道高校で「ザ・グルックス」というバンドを組んでいた後の盟友・町支寛二と知り合い、「広島フォーク村」にも参加。
野球部はきつい練習や先輩部員との対立から3年の時に退部。野球部を辞めた後はフォークソング・クラブ、新聞部に所属する他、生徒会役員となり自衛隊違憲を演説したり、川上弾薬庫の弾薬運搬反対デモなど、学生運動にも積極的に参加した。こうした学生運動などの経験が、現在の曲作りの基礎になっているとよく言われるが、本人自体はそのことを否定している。そうした動きを「アカ」と批判する父親とも激しくぶつかった。浜田いわく父親は非常に保守思想の強い人物で、当初はミュージシャン活動にも批判的だったが後に理解を示し、広島でコンサートが行われた際は必ず観に来ていたという。
高校時代にはビートルズは解散直前、愛聴していたビーチ・ボーイズやラスカルズもあまり活動しておらず、本人はこの時期を「ロックの暗黒時代」と振り返っている。浜田は3分間から4分間のシンプルなポップスやロックが好きで、アート・ロックやプログレッシブ・ロックと呼ばれるような音楽を嫌っていた。そんな中でも、当時はレッド・ツェッペリンやクリーム、ジミ・ヘンドリクスなどを聴いていた。特に、知人にレッド・ツェッペリンを紹介されて初めて聴いたときは、ビートルズと同じくらいの衝撃だったという。
1971年、大学受験に失敗後、広島県西端の工業都市・大竹市に転居。広島市内の予備校、英数学館に通う。この年ベトナム戦争を進めるアメリカに加担しながら、広島平和記念式典に出席した佐藤栄作首相の行動が矛盾するとして起こった、激しい反対運動にも参加した。これは『パック・イン・ミュージック』（TBSラジオ）のパーソナリティ・北山修が広島へ反戦列車を走らせたことでも知られる。大竹は岩国基地のFENがクリアに聴け、深夜の慰めになった。この頃はアメリカン・ニューシネマをよく観てJ・D・サリンジャーにも傾倒、アメリカ文化に強く憧れた。また、初の海外アーティストのコンサート体験として、レッド・ツェッペリンの広島公演を観に行っており、「聴いたことがないくらいデカい音」だったという。この頃にはフォーク村の先輩からボブ・ディランを聴かされるが「なんか変わった歌い方をするなぁ」と思ったという。

### 神奈川大学時代と大学中退まで
1972年、1浪して神奈川大学法学部に入学する。音楽一本というより、法律の勉強でもして、世の中の悪と戦おうと意気込んでの上京であった。神大時代はフォークソング部に所属。華やかなキャンパス・ライフを夢見ていたが、まだ学生運動が盛んな時代で、大学はロックアウトされたり、ストライキで休校されることが多く、こんな大変な時に親からお金を送ってもらう意味が無いと次第に感じ始める。大学時代は道路工事のドカチンや、自動車のバッテリー工場などのアルバイトで油にまみれる。同じように上京して大学生活を送っていた町支寛二らと再会し、一緒にバンド活動を始める。
20歳のある日の夏、大学の正門前にあった下宿で、ザ・ビーチ・ボーイズの「サーファー・ガール」に影響を受け、「二人の夏」を作った。間奏はビーチボーイズの「Summer Means New Love」へのオマージュ。町支達に聴かせると、ブリティッシュ・ロックしか聴いたことのない彼らは、初めて聴くウェストコースト風のサウンドに「これは良いよ」と絶賛された。「あの時、けなされていたら曲作りは止めていたかも知れない」と話している。
1973年、音楽活動にのめり込み大学中退。両親には「1年間だけ休学させてほしい」と伝えたが、気持ちとしては辞めたも同然だった。下宿を引き払う日、下宿前にあった大学構内で神奈川大学のセクトと他校から来たセクトとの激しい内ゲバが発生。火炎瓶が飛び交い、傷ついた学生達がキャンパス内に転がり、多くの死傷者を出した暴動を朝まで見ていた。このことで「もうすべてが終わった」とはっきり実感する。
同年秋、広島に戻り、「広島フォーク村」の音楽仲間と共にロックバンド「愛奴」を結成。愛奴結成時、既にギターは町支寛二と青山徹、ベースは高橋信彦に決まっていた。残ったドラムとキーボードを浜田省吾と山崎貴生(グルックス当時はギター担当) とジャンケンで决め、浜田がドラム、山崎がキーボード担当になった。青山徹の江波の実家の屋根裏部屋を借りて、ピザ屋のウェイターのアルバイトをしながらバンド練習の日々を過ごす。愛奴の初ライブは天満屋デパート屋上。ライブはデパートの屋上が多く、他に町内の催し物や地元のテレビ番組で演奏したりした。後に柳ジョージ&レイニーウッドに参加する上綱克彦、石井清登らはこの時代の音楽仲間。この年冬、「広島フォーク村」の先輩でCBSソニーの広島営業所に勤務していた蔭山敬吾にヤマハ広島店でバッタリ会う。広島地区での営業実績が認められ、異例の本社制作部への異動が決まっていた蔭山から「バンドやってるんだって？テープができたら、持っておいでよ」と言われた。天満屋サテライトスタジオでのライブをNHK広島のプロデューサーが耳にし、NHKのスタジオで、五曲レコーディングする。吉田拓郎が広島から出たことで、関東・関西という二つの大都市圏以外の地方からもスターが生まれるという認識を持たれ、特に地方局のディレクターは、地方にも埋もれたアーティストがいる、発掘したいという意気込みに溢れた。1970年代に地方都市のディレクターの尽力で、地方からアーティストが世に出たのはこうした事情によるもの。

### プロデビューと不遇の時代
1974年1月、単身で上京し、CBSソニーのディレクターになっていた蔭山敬吾の自宅を訪ね、先のデモテープを聞いてもらう。浜田としてはこれでダメなら後がないと思いつめての上京であった。蔭山は制作でまだ3ケ月の新米ディレクターで、自分で手掛けられるアーティストを探し始めていた矢先で、「二人の夏」に可能性を感じ、その場で会社に電話で掛け合い愛奴をデビューさせる方向が決まった。話も大きくなり、六本木で行われた愛奴のオーディションには、CBSソニーから酒井政利ら20人、ユイ音楽工房から吉田拓郎、後藤由多加ら5、6人、ホリプロから川瀬泰雄らが集まった。一週間後、蔭山が吉田拓郎に会い、愛奴のバック・バンドでの起用を頼み込む。吉田拓郎の1974年ツアーのバック・バンドはザ・バンドが務めることがほぼ決まっていたが、ボブ・ディランの全米ツアー再開にザ・バンドの帯同が決まりキャンセルされ、代わりにポコを推薦されたが後藤由多加が断り、愛奴が起用された。　
吉田拓郎の春と秋の全国ツアーのバック・バンドに愛奴として参加。ドラム経験は3ヶ月程しかなかったが、必死で練習してツアーに間に合わせた。拓郎のバックバンドとして何度か『ミュージック・フェア』（フジテレビ）などテレビにも出演した。ただし、演奏技術の問題からツアーでの「落陽」は演奏メニューから外され、拓郎は生ギターの弾き語りコーナーで「落陽」を歌った。ツアー中休みの7月に発売されたよしだたくろう・かまやつひろしのシングル「シンシア」のB面「竜飛崎」は愛奴の演奏である。しかし、8月にレコーディングされた拓郎のアルバム『今はまだ人生を語らず』（1974年12月発売）は、全てスタジオ・ミュージシャンによるレコーディングとなった。愛奴は拓郎の事務所であるユイ音楽工房に所属する話もあったが、ユイからは別のバンドがデビューすることがすでに決まっていて話が立ち消えになった。それで蔭山がホリプロのディレクターだった川瀬泰雄に愛奴を紹介し、井上陽水がホリプロを離れた時期でもあり、次のロック系のアーティストを探していたホリプロに所属が決まった。この年22歳の最後の日に作った曲が、後のソロ・デビューシングル「路地裏の少年」。
1975年5月1日に愛奴としてアルバム『愛奴』とシングル「二人の夏」で、プロとして第一歩を踏み出す。当時、CBSソニーでは同社始まって以来の大プロモーションを行い、浅田美代子の「赤い風船」（売上80万枚）を上回る100万枚以上のセールスを見込んでいたというが、実際には全く売れず惨敗という結果であった。荻窪ロフト等を拠点にライブを続けたが、同じCBSソニーのセンチメンタル・シティ・ロマンス、エレックレコードのシュガー・ベイブとともにシティ・ポップを前面に押し出したため、ロック・フェスティバルにその3組が出ると「お前らみたいな軟弱なロックは帰れ！」などと野次られ、生卵やらトマトが飛んで来たという。「二人の夏」はウェストコースト風のサウンドだったのだが、メンバーそれぞれの音楽志向がバラバラで愛奴にはスタイルが無く、バンド内での自分の存在や、シンガーソングライターへの憧れもあり、7月26日、日比谷野音で開催された「サマーロックカーニバル｣の出演を最後に9月末、愛奴を脱退。「二人の夏」はその後も毎年夏になるとラジオリクエストが急増した。愛奴の全シングルA面は浜田が手掛けており、当時からソングライティングの意欲や素質を備えていた。愛奴脱退後は音楽活動を続けながらウェイターなどのアルバイトもしていた。ぼんやりと就職雑誌を眺めることもあったという。
1976年4月21日にアルバム『生まれたところを遠く離れて』とシングル「路地裏の少年」でソロデビュー。『生まれたところを遠く離れて』のプレス3,000枚。ソロ初ライブは同年4月5日、渋谷屋根裏。ロック志向の自身にとっては不本意ながら、予算の都合上、生ギター1本のスタイルで全国ライブ巡業を開始。直後に矢沢永吉のフィルムコンサートの前座を務めた。また、アイドル歌手時代の竹内まりやとジョイント・コンサートも行っている。ソロ活動を行う浜田に前バンド仲間の町支寛二が合流、愛奴は1976年12月10日に下北沢ロフトでラストライブを行い解散。70年代後半には町支にギタリストとしてだけでなくマネージャー役も任せ、二人で地方を回る。また地方のバンドと合体してステージをこなしたり、歌わせてもらえる所ならどこでも、レコード店の店頭はもちろん、スーパーマーケットの催し、果ては演歌の流しのようにバーのカウンターの中でも歌った。弾き語り時代の浜田はライブハウスでの集客も期待できず、音楽関係者に関心を寄せる者はいなかったといわれる。この頃の全国巡業での観客は数十人から数百人程度で、描いた夢には程遠かった。
1978年9月21日、3rdアルバム『Illumination』リリース。ジャケット写真は京王プラザホテルの部屋だが、当時は羽根木公園近くのアパートに住んでいた。オリコンチャート最高66位。当時の苦悩を綴った「ミッドナイト・ブルートレイン」は、福山雅治が2015年のアルバム『魂リク』でカバーしている。
1970年代はレコード会社の意向もあって、「ポップなメロディーメイカー」としての曲作りを迫られる。自分の歌うべき事ややりたい音楽を確立するために、アルバムごとに方向性が変わる試行錯誤が続く。当時の制作サイドはAORに代表されるような都会的でポップなソングライターとして開花させようとしていた。本人は変わらずロック志向だったものの、周りに言われるがまま作家的な曲作りを続ける。しかし、セールスには恵まれず、苦悩と挫折の中で精神的にも落ち込んでいき、「曲は書けるが詞が全く書けない失語症のような状態」に陥る。1979年5月21日、職業作詞家が半数以上作詞を手掛けた4thアルバム『MIND SCREEN』発表。本アルバムからディレクターが蔭山敬吾から須藤晃に変わる。プレス1万枚。この頃の観客動員は300人〜400人程度。なかなかブレイクに至らず、1978年から始まった「ザ・ベストテン」などで、後輩の原田真二や世良公則&ツイストらがブレイクする中、「あー、俺の時代はやっぱ来ないまま終わるのかなあ」と感じる。
こうした経緯から、初期の作品に対して、あまり良い印象がないことを隠そうとしておらず、「5枚目までのアルバムは全部廃盤にして欲しい」と語っていたことがある。特にサウンド面で納得がいっていないらしく、1980年代以降にほとんどの楽曲をリメイクしている。
私生活では1978年、25歳のときに結婚している。自身のレコード売上による印税収入は微々たるものだったため、他の歌手への楽曲提供による収入をもとに、婚約指輪や結婚式、新婚旅行の資金に充てたという。浜田にとって初めての海外旅行でハワイに行っている。
1979年7月1日、日清カップヌードルのCMソングとして書いたシングル「風を感じて」が、折からのニューミュージック・ブームに乗り、初のスマッシュ・ヒット（オリコン最高25位、売上10万枚）。今でこそカップヌードルのCMというメジャーな感じがあるが、当時は「エー!?」みたいな印象だったという。このヒットを機会に、自身のやりたい音楽を表現することを決意する。なお、この関係で『夜のヒットスタジオ』（フジテレビ）や、日清食品がスポンサーだった『ヤングおー!おー!』（毎日放送）の公開放送に出演している。この時のことを後のインタビューで述べているが、「朝から音リハ・カメリハを2時間待ってはもう一回と何度も繰り返し、ワンハーフ（1番とサビ一つの2分くらい）を歌うための拘束時間は10時間ぐらいだった」という。
1979年12月5日、5thアルバム『君が人生の時…』リリース。「風を感じて」のスマッシュ・ヒットもあり、10万枚のヒット。ライヴを中心にした地道な活動も徐々に支持され、コンサートツアーも始められるようになり、本数も増え、ホールコンサートとしては初めて満員も記録する。商業的な成功を得られるのは1980年代に入ってからとなる。

### 音楽性の転換と成功への道
1980年10月21日、6thアルバム『Home Bound』リリース。それまでの職業作家的な曲作りから、本格的ロックに音楽性が変化する重要作。念願でもあった初の海外レコーディング作品で、ニッキー・ホプキンスやTOTOのスティーヴ・ルカサーなどアメリカを代表する一流ミュージシャンが参加した。それまでのポップ指向なサウンドから、自身の原点ともいえるバンドサウンドのロック/R&Bに回帰すること、そしてヒットチャートのナンバーワンを目指すのではなく、ライブ会場に集まった観客と一緒にその空間と時間を楽しいものにする、「終りなき疾走」で歌われる世界を目指す決意を語った。セールス的にはそれほどでもなかったが、自身の方向性を見つけ出す。1980年代に入り、急速に社会派ロックに路線変更してゆく。
1980年1月8日から9月30日まで、深夜ラジオ番組『セイ!ヤング』（文化放送）で月曜日担当のDJを務める。同年10月にはツアー先の沖縄で、母が脳閉塞で倒れ危篤状態との知らせを受ける。なんとか一命は取り留めたものの半身不随を患い、このときの気持ちを「悲しみは雪のように」に込めている。
1981年9月21日、7thアルバム『愛の世代の前に』リリース。日本武道館コンサートに向け、いつにも増して気合を入れて作成。当時から日本武道館は日本のロッカーたちにとってのステイタスシンボルであり、「武道館で演る、成功も失敗も関係ない。そこで演る事が大事なんだ、俺には」と早くから悲愴な決意を持って宣言しなければならない程、当時の浜田の動員力では武道館は高いハードルだった。武道館コンサートを見据え、急遽レコード会社の要請で制作することになったアルバムは、劇的な化学反応を起こし、結晶した。オリコン最高位12位だったが、のちの1992年にテレビドラマ『愛という名のもとに』（フジテレビ）の主題歌として「悲しみは雪のように」が使用され、170万枚を超える大ヒット、原曲を収録している本作もリバイバル・ヒット。同年、再発CD盤がオリコンチャート最高2位を獲得し、14週連続でトップ10にランクイン。年間チャートでも19位という大ヒットを記録し、1996年時点で累計売上は122万枚（アナログ盤・CD・カセットを合わせた総計）。
1982年1月12日、日本武道館での初コンサートを開催。地方のイベンターのアイデアで、当時の浜田の動員力では無謀とまで言われたが、結果は即完売で大成功に終わる。この頃はまだ「風を感じて」の一発屋のようなイメージが強かったが、武道館の成功によって大きな注目を浴びる。同年2月25日、そのときの模様を収録したライブ・アルバム『ON THE ROAD』を発売し、初のトップ10入りを記録。これ以降はコンサートツアーのタイトルを「ON THE ROAD」とする。
1982年11月21日、8thアルバム『PROMISED LAND 〜約束の地』リリース。オリコン最高位第4位。タイトルは当時愛読していたロバート・B・パーカーの小説の題名からの拝借。前作『愛の世代の前に』と合わせ、仕事や地球環境、核兵器など、それまでの日本のポップミュージックが敬遠していたテーマを織り込む。ジャケット写真は、浜田が核弾頭の前に佇むという思い切ったもの。「僕と彼女と週末に」はラブソングに環境問題を隠した前例がない異様な楽曲。「自分のなかでは頂点に立つアルバム」と話し、父親の葬儀で棺の中に入れた。
1983年はコンサート回数115回で、前年の大川栄策を抜きトップに。大川が「さざんかの宿」の大ヒットでテレビ出演が増え、コンサート回数が3分の1以下に減ったためで、「これといったシングルヒットもないのに、コンサート観客動員数日本一のシンガー・ソングライター」などと芸能誌でも取り上げられた。当時はヒット曲がないのにコンサートでお客が入るということは有り得なかったため、不思議がられての取り上げられ方であった。「ビッグマイナー」、「ロック界の大御所」といった説明をされることも増えた。この年の2月13日から2月15日の渋谷公会堂3DAYは、渋谷公会堂が“ロックの殿堂”と呼ばれるようになった切っ掛けといわれる。
1980年代は毎年のように年間100本近いコンサートツアーを続けていく一方で、所属事務所であったホリプロダクションとの間で音楽性やコンサート・ビジネスに対する考え方の違いが表面化し、浜田自ら堀威夫社長にかけあい、1983年4月1日に独立。音楽事務所「Road&Sky」を設立する。事務所名は浜田が敬愛するジャクソン・ブラウンの曲名「The Road And The Sky」から付けられている。長らく浜田の個人事務所であったが、1990年代以降は尾崎豊（所属は約1年程で独立し個人事務所アイソトープを設立）、三浦知良、スピッツ、斉藤和義、野宮真貴らが所属する。
1983年8月13日、福岡・海の中道海浜公園で初のワンマン野外コンサート「A PLACE IN THE SUN」では25,000人を動員。独立後最初の一大イベントを無事に成功させる。翌年1984年4月29日には2回目となる「A PLACE IN THE SUN」を横浜スタジアムで開催している。ただし、この横浜スタジアムでの公演はあまり良い印象がないようで、これ以降スタジアム・ライブは開催されていない。
この頃からレコード・セールスやライブの観客動員が安定してくる。アルバムもコンスタントに数十万枚を売り上げ、ライブ・チケットも完売が続いていく。
1984年10月21日に発売した初のセルフプロデュースアルバム『DOWN BY THE MAINSTREET』（9thアルバム）がオリコン自己最高位第2位。収録曲「MONEY」は、代表曲として知られるが、発表当時は日本の楽曲で"金"や"セックス"を直接的にテーマに扱うのは極めて珍しかった。
1985年5月22日、代表的なバラード「もうひとつの土曜日」をB面に配した18thシングル「LONELY-愛という約束事」リリース。過去最高となる16位。
1985年7月27日〜28日、つま恋多目的広場での吉田拓郎オールナイト・コンサート『ONE LAST NIGHT in つま恋』で愛奴が再結成され、「ひらひら」「野の仏」「シンシア」の3曲で久々にドラムを叩く。その際、拓郎から「浜田、前よりドラム上手くなったな」と言われる。
1986年9月4日に発売された2枚組アルバム『J.BOY』（10thアルバム）がソロデビュー10年目にして初のオリコン・アルバムチャート第1位（4週連続、通算5週）を獲得。自身の音楽的ルーツである60年代から70年代のロックやR&Bサウンドに、現実と格闘する人々へのエールや社会的テーマ性を帯びた歌詞によって、独自の日本語ロックを確立、名実共に日本の音楽シーンを代表するトップ・アーティストへと成長する。浜田はアルバムのテーマについて、「一言で言うと成長かな。オレ自身の成長、人間の成長、そして国や地球の成長……」などと話した。父親は息子の成功を見て、翌年の「ON THE ROAD '86 "I'm a J.BOY"」ツアーの終了後の1987年4月30日に癌のため死去。父親の闘病生活や逝去といった出来事は、浜田の音楽活動にも大きな影響を及ぼしている。
1988年3月16日、1年半ぶりの新作『FATHER'S SON』（11thアルバム）を発売。『FATHER'S SON』には、自身ミュージシャンとして、父親としてのアメリカ、アメリカに強姦されて生まれた私生児という意味を含んだもの。その後、ほぼ1年間をかけて100本のツアーをこなす。同年8月20日の静岡県浜名湖・渚園での野外コンサート「A PLACE IN THE SUN at 渚園」では55000人を動員。当時の男性ソロ・アーティストの動員記録となった。ツアー終了後の1989年5月21日、初となる映像作品『ON THE ROAD "FILMS"』を発売。この時のオープニング曲「A PLACE IN THE SUN 」は、ヤング・ラスカルズ・バージョンである。その後しばらく音楽活動から離れ、楽曲制作もツアーも行わず休養に入る。

### 苦悩の時期と復調、活動の多角化
1990年6月21日、久々のオリジナルアルバム『誰がために鐘は鳴る』（12thアルバム）を発売。それまでの疾走感あふれるロックから、内省的な曲作りへと移行する。そのアルバム内容から引退が囁かれる。アルバム発売後には、こちらも久々となるツアーを開催し、2年間に渡ってホールツアーとアリーナツアー合わせて109公演を行う。
1992年2月1日にテレビドラマ『愛という名のもとに』（フジテレビ）の主題歌として発売されたシングル「悲しみは雪のように」（1981年リリース曲のリメイク）が、初のオリコン・シングルチャート第1位（8週連続、通算10週）を獲得。当時のトレンディドラマブームにも乗り、累計売上170万枚のビッグセールスを記録した。同時に、過去にリリースされたアルバムが多数チャートインするなど、空前の浜省ブームとなる。しかし、本人曰くこの時期は「精神的に波があった状態」だったため、プロモーション等には一切関知しなかった。同年12月12日にはシングル「アヴェ・マリア」を発表。印税・原盤収入など全ての収益を社会問題化しつつあったエイズの治療・研究に寄付するというチャリティー・シングル。総額で3,500万円程が寄付された。「このまま音楽人生を終わらせてもいいかなと思った」と後に語っている。
精神的にダウンしていた状態から立ち直り、1993年9月6日に3年ぶりのオリジナル・アルバム『その永遠の一秒に 〜The Moment Of The Moment〜』（13thアルバム）を発表。シンセサイザーを全面的に取り入れた新しい音楽性を示すが、詩世界は前作『誰がために鐘は鳴る』と同様に重苦しいテーマに包まれている。アルバム発売後のツアー中の1994年6月、バンドメンバーの町支寛二に脳腫瘍が見つかり、ツアーを一旦中断した後に再開した。
1995年7月1日、「浜田省吾 with THE R&S INSPIRATIONS」名義でシングル「我が心のマリア」発表。カップリングの「恋は魔法さ」は神戸を舞台にしたラブソングで、その年に発生した阪神・淡路大震災の復興を願い、「アヴェ・マリア」同様に印税収入を全額寄付。このシングルは事務所の後輩であるスピッツや区麗情、Origaらと共に制作した。同年、プライベート・レーベル「クリア・ウォーター（Clear Water）」を発足。
1996年2月29日、2作目となる映像作品『ROAD OUT "MOVIE"』と、そのサウンドトラック盤『ROAD OUT "TRACKS"』を同時発売。同年11月11日には3年ぶりとなるオリジナル・アルバム『青空の扉 〜THE DOOR FOR THE BLUE SKY〜』（14thアルバム）を発売。それまでの作品とは打って変わり、ポップで明るい作風となっている。アルバム発表後には96年から97年に掛けてアリーナツアーを行う。さらに1997年1月22日には1970年代の楽曲のセルフカバー・アルバム『初夏の頃 〜IN EARLY SUMMER〜』を発売するなど、精力的に活動する。
1997年10月22日、吉田拓郎の50歳を祝って拓郎のデビュー曲「イメージの詩」をカバー。拓郎自身もコーラスとアコースティック・ギターで参加している。CDとアナログ盤が同時発売された。
1998年にはこれまでのチャリティー活動の経験を踏まえて、有志と共に「J.S.Foundation」という基金を設立している。コンサート会場の受付では毎回募金を行っている。
この頃から従来のコンサート・ツアーの在り方に疑問を抱き始め、音楽の旅の意味を見つめ直すべく新たなツアーを企画する。1998年4月10日、20世紀から21世紀を跨ぐ前代未聞のツアー「ON THE ROAD 2001」が4年がかりの構想でスタート。全国のホール、アリーナ、ライブハウス、そして野外コンサートがスケジューリングされた長いツアーが敢行された。このツアー中に初のファンクラブ限定ライブも行っている。4年間で127ヶ所196公演を開催し60万人もの観客を動員。2002年1月には特別公演として20年ぶりに日本武道館でライブを行う。
1999年夏、野外ライブツアー「ON THE ROAD 2001 LET SUMMER ROCK '99 "SUNSHINE PICNIC&MOONLIGHT DANCING"」を開催。北海道公演の会場であるキロロリゾートへ向かう航空機で、バンドメンバーとスタッフらを乗せたANA61便がハイジャックに遭遇。浜田自身は前日に北海道入りしていた。当公演では殉職した機長を悼み黙祷が捧げられた。
そのツアー期間中の1999年9月8日には、1980年から90年までのオリジナル・アルバム7作『Home Bound』『愛の世代の前に』『PROMISED LAND 〜約束の地』『DOWN BY THE MAINSTREET』『J.BOY』『FATHER'S SON』『誰がために鐘は鳴る』にリマスタリングを施し再発。『DOWN BY THE MAINSTREET』『誰がために鐘は鳴る』はリミックス、『J.BOY』はリミックスとリアレンジメントが施されている。
2000年11月8日、デビュー25周年を記念した初のベストアルバム（ヒストリーアルバム）『The History of Shogo Hamada "Since1975"』を発表。チャート1位を獲得し、120万枚の大ヒットとなる。
2001年には本人が制作に参加する形で、NHKの地上波、BS、BS-hiで自身の音楽活動を広く紹介する番組が放映された。このことは20年ぶりのテレビ出演として話題となる。テレビでは、浜田本人が陣内孝則とコントを披露する。
4年間のツアーが終わり、しばらく表立った活動がない状態が続いたが、2003年3月19日に本人を題材とした異色作のゲームソフト『OVER THE MONOCHROME RAINBOW featuring SHOGO HAMADA』（PS2）が発売される。浜田も本人役で声優として出演している。プロデュースはライブでキーボードを担当する福田裕彦。
同年11月1日〜12月27日、ファンクラブイベント『official fan club special event 100% FAN FUN FAN 2003』を10公演開催。コンサート形式でかつツアー型のFCイベントは自身初となる。
2004年、春嵐とアレンジャーの水谷公生と結成したユニット「Fairlife」にメンバーとして参加。シングル「永遠のともだち」、アルバム『Have a nice life』を発売する。ボーカリストに岡野昭仁（ポルノグラフィティ）や岸谷香（元プリンセス・プリンセス）らの豪華な面々を迎えた。

### デビュー30周年と東日本大震災を受けて
2005年7月6日、4年ぶりとなるオリジナル・アルバム『My First Love』（16thアルバム）を発表。9月から同じく4年ぶりとなる全国アリーナツアー「ON THE ROAD 2005 "MY FIRST LOVE"」を開催し、26公演を行う。同年7月18日、桜井和寿や小林武史らが主催する「ap bank fes '05」に、最終日の大トリとして出演する。桜井とは初のステージ共演で、「マイホームタウン」「Thank you」「家路」の3曲を披露した。
2006年8月9日にソロデビュー30周年として2枚のベストアルバム『The Best of Shogo Hamada vol.1』『vol.2』を同時リリース。また、2000年に発売された『The History of Shogo Hamada "Since1975"』が3面紙ジャケット仕様で期間限定にて再発された。
同年9月15日より松戸森のホール21を皮切りに「ON THE ROAD 2006-2007 "MY FIRST LOVE IS ROCK'N'ROLL"」をスタート。ソロデビュー30周年ということもあり、何か大きなイベントをやろうとも考えたらしいが、原点に帰って全国のホールを回ることにした。2007年11月27日の酒田市民会館まで53ヶ所83公演を行い、奈良県を除く全国46都道府県のホールを回った。
2007年3月7日にはFairlifeとして2ndアルバム『パンと羊とラブレター』を発表する。ツアーの合間を縫って制作された。
2008年4月2日、6年ぶりとなるライブDVD『ON THE ROAD 2005-2007 "My First Love"』をリリース。2005年のアリーナツアーと2006〜2007年のホールツアーの全109公演から選び抜かれた映像を収録。300分を超える作品となった。同年9月1日から着うたフルの配信を開始したところ、親世代の影響で聴き始めたと思われるアラフォー世代の子供たち、いわゆる「アラフォー・チルドレン」（10代後半から20代前半）に支持され、ダウンロード・チャートで上位に食い込む現象が起きた。
2009年4月29日〜7月4日、ファンクラブイベント「Officail Fan Club Presents "100% FAN FUN FAN" featuring Katz Hoshi 2009年春の音楽会『春来たりなば夏遠からじ…』」を15公演開催。通常のバンド・メンバーに加えて、ストリングスをバックに従えたスタイルでのツアーだった。
同年7月、横浜の赤レンガ倉庫にて浜田省吾の展覧会「浜田島」が開催される。30年以上に渡って浜田作品のデザイナーを務めている田島照久による、写真・デジタルアート・映像・音楽を織り交ぜた作品展。翌年5月には大阪・中之島の中之島バンクスにて「浜田島II」が開催された。
2010年2月3日、Fairlifeの3rdアルバム『みちくさ日和』をリリース。先行シングル「旅せよ若人 feat.岡野昭仁 from ポルノグラフィティ」は、映画『食堂かたつむり』の主題歌に起用されている。
同年10月6日、ベストアルバム『The Best of Shogo Hamada vol.1』『The Best of Shogo Hamada vol.2』に続くベストアルバムシリーズ完結編『The Best of Shogo Hamada vol.3 The Last Weekend』とDVD『僕と彼女と週末に』を同時リリース。このDVDの構想は2000年頃から始まっていたという。
2011年4月16日、約5年半ぶり（ツアー自体は約3年半ぶり）のアリーナツアー「ON THE ROAD 2011 "The Last Weekend"」を静岡エコパアリーナを皮切りに開催。12都市全34公演の日程だったが、ツアー直前の3月11日に発生した東日本大震災の復興支援コンサートとして神戸ワールド記念ホールでの公演が追加され、チケットとグッズの売上の収益（約2,100万円）を南相馬市の幼児施設除染のための義捐金として寄付された。
2012年5月19日・20日、東日本大震災の影響で延期されていたアリーナツアー「ON THE ROAD 2011 "The Last Weekend"」の宮城セキスイハイムスーパーアリーナ公演が開催された。また、「ON THE ROAD SPECIAL "The Last Weekend"」と題した、東日本大震災の2回目の復興支援コンサートをさいたまスーパーアリーナにて6月2日・3日の2日間に亘って行われた。チケットとグッズの売上の収益（約1億2,200万円）は被災地復興のための支援金として寄付。前年4月からのツアーは全国12都市37公演、延べ約35万人を動員して終了した。
同年8月10日、YouTube公式チャンネルを開設した。過去のプロモーション・ビデオやライブ映像などが配信されている。
同年9月19日、4年半ぶりとなるライブ映像作品『ON THE ROAD 2011 "The Last Weekend"』と、ライブ・アルバムとしては30年ぶりとなる3枚組CD『ON THE ROAD 2011 "The Last Weekend"』を同時リリース。DVD盤とBlu-ray Disc盤でリリースされ、浜田の映像作品としては初のBD作品としての発表となる。
同年10月1日付のオリコン総合DVDランキングで『ON THE ROAD 2011 "The Last Weekend"』が初登場1位を獲得し、59歳9ヶ月での「最年長音楽DVD総合首位獲得記録」を樹立した。浜田の映像作品の週間ランキング首位獲得は、DVD・BD両ランキングでは初めてであり、映像作品としてはビデオ『ROAD OUT "MOVIE"』以来、16年7ヶ月ぶりの映像作品首位となった。

### 60歳を迎え、10年ぶりのアルバムリリース
2013年5月3日〜7月21日、ファンクラブ創立30周年を記念したファンクラブイベント『Shogo Hamada Official Fan Club Presents "100% FAN FUN FAN" On The Avenue 2013 「曇り時々雨のち晴れ」』を18公演開催。うち4公演は『SHOGO HAMADA ON THE AVENUE 2013 specialチャリティーライブ For 東日本震災復興支援 & 海外人道支援プロジェクト』と題した東日本震災と海外人道支援に対するチャリティーイベントも開催。
同年7月28日、NHK BSプレミアムの特別番組『浜田省吾ライブスペシャル〜僕と彼女と週末に〜』が放映される。前述の2001年のNHK特番への出演以来、12年ぶりのテレビ出演となった。テレビ内容では浜田本人がクマの着ぐるみを着るというお茶目ぶりを見せた。
2014年8月23日、映画『もういちど』（原案・脚本・監督：板屋宏幸）の主題歌として浜田の「君に捧げるlove song」が起用される。浜田にとって映画の主題歌は初となる。
2014年12月19日〜28日、名古屋にて「THE HAMADA ISLAND III The Exhibition of Shogo Hamada by Teruhisa Tajima」が開催される。
2015年1月17日公開の映画『アゲイン 28年目の甲子園』の主題歌として「夢のつづき」を歌うことが決定。浜田にとって10年ぶりの新曲で初の新曲による映画主題歌である。楽曲は映画公開前の1月14日、EP盤（ミニアルバム）『Dream Catcher』にてCD化された。
2015年3月13日〜4月5日、福岡にて「THE HAMADA ISLAND IV The Exhibition of Shogo Hamada by Teruhisa Tajima」が開催される。
2015年4月29日、『My First Love』以来、10年ぶりのアルバム『Journey of a Songwriter 〜 旅するソングライター』（17thアルバム）をリリース。全17トラック、収録時間75分を超える大作で、完全生産限定盤、期間生産限定盤、通常盤、完全生産限定アナログ盤でリリースとなる。完全生産限定盤は、アルバム収録曲のアコースティックバージョンやリミックスバージョンなどのボーナストラックを収録した特典CDと、MVなどが楽しめる特典映像付きの豪華3枚組仕様となっている。初週で8.0万枚を売り上げ、2015年5月11日付オリコン週間アルバムランキングで初登場首位を獲得した。首位獲得は2000年発売のベスト盤『The History of Shogo Hamada "Since1975"』以来14年半ぶり。オリジナルアルバムの首位は1996年11月25日付の「青空の扉 〜THE DOOR FOR THE BLUE SKY〜」以来18年半ぶりで“オリジナルアルバム歴代最長間隔首位獲得記録”を樹立した。これまでマドンナが保持していた“オリジナルアルバムの首位インターバル記録”である17年11ヵ月を7ヵ月更新し、同記録で初の歴代1位となった。
なお、同週付のアルバムランキングでは、浜田が75年のデビュー当時ドラマーとして在籍していたバンド・愛奴の40周年記念アルバム『AIDO Complete Collection』が初週売上5014枚で初登場11位を獲得。シングル・アルバムを通じ初のランクインにしてTOP20入りを果たした。また5月18日付けのオリコン週間アルバムランキングで前週付けに続き2週連続で首位を獲得。60代のアーティストとしてシングル・アルバムを通じ史上初、最年長での2週連続首位を獲得した。これまで最年長記録は、竹内まりやの59歳6か月で、62歳5か月の浜田はその記録を2歳11か月更新した。なお、浜田にとって2週連続首位は、1992年4月20日付のシングル「悲しみは雪のように」以来23年1か月ぶり。アルバムは、1989年9月25日付の『Wasted Tears』以来25年8か月ぶりとなる。
2015年9月12日放送のNHK『SONGS』に出演する。同番組は、浜田にとって初の音楽番組での単独特集となり、レギュラー音楽番組に出演するのは約35年ぶりとなる。番組内で浜田は、今年4月にリリースしたアルバム『Journey of a Songwriter 〜 旅するソングライター』の制作についての心境を語るほか、自身がアメリカやヨーロッパを旅しながら撮影した映像が放送された。
2016年4月21日に、デビュー40週年を迎えた。シングル「路地裏の少年」、アルバム『生まれたところを遠く離れて』のリリース40周年を記念し、YouTubeにて「路地裏の少年」のスペシャル映像を公開。また、11月9日にアルバム『J.BOY』の30周年を記念して、2万セット限定『"J.BOY" 30th Anniversary Box』と完全生産限定盤『"J.BOY" 30th Anniversary Edition』発売の決定が発表された。
2016年9月17日よりアリーナ・ツアー『SHOGO HAMADA ON THE ROAD 2016“Journey of a Songwriter” since 1976』を開催。浜田にとってはファンクラブコンサート以外で初めて、視聴者からのアンケートの中から演奏曲が選ばれた。福岡公演は本人の体調不良で延期となってしまったが、振替公演は2017年4月に開催された。

### 自らの音楽を振り返り、現在まで
2017年9月6日にミニアルバム『The Moonlight Cats Radio Show Vol.1』,『The Moonlight Cats Radio Show Vol.2』を2枚同時発売。デビュー以来初めて、オリコン週間アルバムランキングの1位2位を独占し、『Vol.1』はオリコン1位、『Vol.2』は2位を記録した。
2018年9月26日、ファンクラブ会員限定ライブ『100% FAN FUN FAN 2018 “Journey of a Songwriter” since 1975 Welcome back to The 70's “君が人生の時 〜 Time of Your Life”』の先行シングルとなる「Good Night Angel/Love Train」をリリース。
2019年9月4日、ファンクラブ会員限定ライブ『100% FAN FUN FAN 2019 "Journey of a Songwriter" since 1975 Welcome back to The 80's Part-1 「終りなき疾走〜ALL FOR RUN」』の先行シングルとなる「凱旋門」と、ライブ映像『Welcome back to The 70’s“Journey of a Songwriter”since 1975「君が人生の時〜Time of Your Life」』を同時リリース。
2020年8月31日、シングル「MIRROR/DANCE」をリリース。「MIRROR」は町支寛二、「DANCE」は星勝によるリアレンジが行われている。9月25日にはリリース記念として、YouTubeにて「DANCE」のMVや過去のライブ映像を含んだ特別番組『Shogo Hamada “MIRROR / DANCE” Release Special!』がプレミア公開された。
2020年11月11日にミニアルバム『In the Fairlife』と、「MIRROR/DANCE」の完全生産限定アナログ盤を同時リリース。『In the Fairlife』は、浜田省吾・春嵐・水谷公生によるユニット「Fairlife」で制作した楽曲を新たにリアレンジ・リミックスし、浜田がカバーしたもの。11月6日にはYouTubeにおいて特別番組『Shogo Hamada “In the Fairlife” Release Special!』はプレミア公開され、リードトラックである「みちくさ」のMVや、映像作品「ON THE AVENUE 2013」のトレイラーを公開した。
2020年12月9日、映像作品『ON THE AVENUE 2013「曇り時々雨のち晴れ」』をリリース。『ON THE ROAD 2011 “The Last Weekend”』から4作連続で週間DVDランキング1位を獲得、同時に自身が持つDVD最年長1位獲得記録を自己更新し、また「BD最年長1位獲得アーティスト」、「ソロアーティストによる映像3部門同時1位最年長」といった記録も打ち立て、歴代1位となった。
2021年3月13日、自身初となるデジタルシングル「この新しい朝に」を配信。浜田にとっては約6年ぶりの新曲リリースとなった。配信から2日での集計という状況であったが、8,881ダウンロードでBillboard JAPANダウンロード・ソング・チャート7位という売上を記録した。3月18日にはミュージックビデオも公開。
2024年9月12日、映像作品『ON THE ROAD 2023 Welcome back to The Rock Show youth in the"JUKEBOX"』が、「オリコン週間DVDランキング」と「オリコン週間Blu-ray Disc（以下BD）ランキング」ともに初登場1位を獲得。また、音楽作品のDVDとBDを合計した「週間ミュージックDVD・BDランキング」においても1位となり、通算2作目となる映像3部門同時1位獲得。71歳9ヵ月での映像3部門同時1位獲得は「ソロアーティストによる映像3部門同時1位最年長」の歴代単独1位に。「ソロアーティストによるBD1位歴代最年長記録」、「ソロアーティストによるミュージックDVD・BD1位歴代最年長記録」においても歴代1位。

## エピソード

### 人物像
自分自身のアイドルとして名前を挙げているのは、ビートルズ、ボブ・ディラン、モハメド・アリ、ジャクソン・ブラウンの4組。ジャクソン・ブラウン以降は、そこまで熱中した存在はいないという。
特にジャクソン・ブラウンには強く傾倒しており、自身が設立した個人事務所の「Road&Sky」、1980年代に活動を共にしたバックバンドの「THE FUSE」は、それぞれ彼の曲名からの引用であり、さらには飼っていた犬にまで「ジャクソン」と名付けるほどだった。1997年に発売されたブラウンのベスト盤には、ライナーノーツを寄稿している。ブラウン本人とも交友があり、彼からプレゼントされたナショナル・ギターを宝物として大切にしている。
トレードマークはサングラス。人前ではまったく外さないことでも知られる。サングラスをかけだした由縁は、自身の好きなボブ・ディランやスティーヴィー・ワンダー、ジョン・レノンらがかけていたのを真似したため。また、ドラムは目立たないため何とかして自分を売り込もうとした苦肉の策でもあったらしい。1980年1月8日放送の『セイ!ヤング』では、20歳の頃、吉田拓郎のバックバンドで帯同した際に、6歳上の拓郎と比べてえらくこっちが子供っぽく、何とか折り合いをつけるために、俺はサングラスをかける、お前はヒゲを伸ばせと、甘く見られてはいけないとサングラスをかけはじめたのがきっかけと話している。他に「素顔を覚えられるのが嫌だから」ともインタビューで答えている。
時々、サングラスをかけたまま顔を洗ってしまうこともあるという。
関西で行われたライブでは、節電もほぼなく非常に明るいと感銘を受けたらしい。東日本大震災で節電となった東京は非常に世の中が暗いと発言した。しかし、その話の落ちは部屋の中でもサングラスをしていたためというもの。
1987年、写真週刊誌FRIDAYにサングラスをはずし妻と歩く姿が盗撮され、掲載された。その後、自らの盗撮に絡めビートたけしのフライデー襲撃事件について、「法的なこと云々を言うのはたやすいけど、正直言って「よくやった」「たいしたもんだ(笑)」、「ある人にとってはプライバシーは命をかけて守るものかもしれない。撃ち殺されて仕方ないんだぞというくらいにね。でも、この事件もそう認識されることがなくて気の毒でしたよね。なんの借りも貸しもないだろう、あんたたちにはっていう気持はありましたからね。」と語った。
公式な写真や映像では、サングラスを外して素顔を確認できるものは一切ない。サングラスを外していても向こう側を向いていたり、顔に影が当たっていたり、目を閉じていたりするため、素顔を覗くことはできない。ただし、『浜田省吾事典』（東京FM出版）には子供の頃の素顔は掲載されている。
テレビやラジオにはほとんど出演しないが、音楽誌には先のロッキング・オン関係本を中心に露出は少なくない。特に1980年代には音楽誌の読書アンケートでも佐野元春、甲斐バンドと並んで圧倒的な支持を受けていた。ところが、事前に用意されたとも思わせるウィットの利く言葉で埋める佐野や甲斐よしひろに比べると、インタビューはあまり面白いとは言い難く、浜田を特集した号は大きな反響がなかったという。
スポーツ万能で、小4から剣道二段の父について剣道を習い、剣道初段。中学時代は陸上部、高校時代は野球部に所属していた。若い頃はツアー中も地方のバッティングセンターで球を打ち込み、バンドやスタッフと草野球を行った。そのため、「月刊カープファン」1984年2月号では小早川毅彦と対談し、2000年には草野球専門誌「草野球の友」創刊号で20000字の巻頭インタビューを受けている。また、旅をするのも好きで、よく一人で海外に出掛けている。
テレビゲームやパチンコ、麻雀などは全くやらない。ただしそれらが嫌いというわけではなく、「ずっと同じところに座ってひとつの作業をする」ということが苦手なため。
もともとは喫煙者だったが、現在は禁煙している。酒も20代〜30代の頃はほぼ毎日飲んでいたが、現在は特別な席以外では飲まないようにしている。
プライベートなことはほとんど話さないため、あまり知られていないが、1978年に結婚している。ファースト・アルバム『生まれたところを遠く離れて』の裏ジャケットで腕を組んで歩いている女性が現在の夫人である（当時は恋人）。また、「I am a father」「花火」「五月の絵画」といった父親が主人公の楽曲を作っているが、子供はいない。
髪型は時とともに大きく変化している。
- デビューから80年代初頭までは長髪。
- 1983年〜90年代初頭は基本的に短髪だった。
- 1993年から1994年にかけて再び後ろで髪を結ぶほどの長髪にしている。
- 90年代後半は襟足が肩にかかる程度の長さの黒髪。
- 2001年から2005年は少し茶色の交じる短髪。
- 2006年頃より若干長髪となり、2011年ごろまではやや白髪が交じる黒色である。
- 2010年代以降は白髪に近いグレー色となっている。
- 2020年代は白髪のみの真っ白になっている。

1996年、ヒゲを伸ばしたことがあるが、不評だった。
ここ数年は、必ずといっていいほど首にストールを巻いている。（コンサートでも公の時でも）
メディアに全く出ず、コンサートで初めて本人が動く姿を見たという人に対して、「俺だって生きてるんだから動くさ!」と笑いながら返したエピソードがある。
『東京ラブストーリー』放映当時はツアーの連続で存在自体を知らず、「ラブストーリーは突然に」や「SAY YES」は曲のみで売れていると勘違いしている程だったが、『愛という名のもとに』の主題歌（悲しみは雪のように）を担当した際、同時に『東京ラブストーリー』のVHSも貰い、トレンディドラマの普遍的な切なさに好感を持ったという。しかしその一方で、トレンディドラマの脚本はリアリティが欠けていることから2,3本見たら失望してしまうとも語っている。
1980年前後に同姓で同学年でもある濱田金吾の所属レコード会社から「浜田といえば金吾です」という挑発的な宣伝コピーを付けられたことがある。
職業は「ソングライター」と評している。海外でのIMMIGRATIONでの職業欄で、作曲家・作詞家・ミュージシャン・歌手と候補はあるが、「作詞家・作曲家となると、自分よりも優れた人が多くいるので名乗るのは気が引ける」「ミュージシャンと言えるほど楽器はうまくないし、また歌手と言えるほど歌がうまいとは思っていない」と、どれも自信がないとした上で、ソングライターならば胸をはって言えるという理由からである。
2015年12月、第66回NHK紅白歌合戦出演の可能性が報じられたが、直後に事務所がオフィシャルウェブサイトで「そういった事実は一切ない」と否定した。
自分と同じくサングラスをしている人（スティービー・ワンダー等）のことを、「オレと同じ眼鏡かけてる人」と言い、笑いを誘う。
生まれた家は現在も竹原市内に存在する。家の玄関先には訪問者用ノートが置かれており、全国から訪れていることを示している。
アルバム『J.BOY』発売後にニッポン放送のラジオ番組へゲスト出演した際、「この前サングラスをかけずにタクシーに乗ったら、運転手に『お客さん、ハマショーに似てますね』と言われ、『よく言われるんです』と返したんです。」というエピソードを披露した。

### 音楽性
音楽的なルーツは、10代の頃に聴いていた1960年代のロックやポップスで、その中でもビートルズをラジオで初めて聴いた時には衝撃を受けたという。当時の音楽情報はラジオが中心だったので、数少ない洋楽が流れるチャンスを待ってテープに録音したり、海外のヒットチャートをノートに書き留めたりしていた。同学年である山下達郎も同じことをしていたらしく、一緒に食事に行った際、当時の話題で盛り上がったという。
曲作りの上では歌詞を重要視しており、「歌を作ることは詞を書くこと」と考えている。浜田の描く歌詞にはストレートな表現が多いが、それは「歌というのは一瞬にして消えるものだから、そのときに情景とかイメージを受け手にしっかり伝えなければいけない」という考えに基づいている。また、「巻き舌で日本語を英語っぽく歌いたくない」と話しており、出来るだけクリアーに日本語を歌うよう心掛けているという。洋楽の影響から歌詞に英語が含まれていることが多く、頻繁に海外を訪れているため英会話も堪能である。
歌詞の書き方のポイントとして、「恥ずかしがらない、照れない」ことを挙げる。ツアーに参加している福田裕彦には「（福田の歌詞に対して）いい歌詞なんだけど、これ恥ずかしがってるでしょ? 照れてるでしょ? ダメだよ、それじゃ。もっと照れる、自分で照れて二度と読めないっていうぐらい恥ずかしく書かないと伝わらないよ、歌詞は。」と助言し、福田が「浜田さんって確信犯なの?」と聞くと「そうだよ」と答えたという。
歌詞の世界は勿論全て実体験というわけではないが、浜田の青春時代の風景をベースに、いくつもの物語を語り込み、この歌詞に少年時代に聴いたロックンロールやリズム&ブルースに、新しい音を使って命を吹き込む形が基本的な曲つくりの手法。
1975年のレコード・デビュー以来、一貫してソニー系のレーベル（CBSソニー〜Sony Records〜SME Records）に所属している。ソニー所属の日本人アーティストでは郷ひろみ、五輪真弓（ともに1972年レコードデビュー）に次いで三番目の古株であり、男性シンガーソングライターとしては最長である（女性シンガーソングライターとしては五輪真弓）。ちなみに、四番目の古株は1977年から所属している渡辺真知子。
デビュー以来、コンスタントにアルバムをリリースしているが、1990年代以降は制作のインターバルが長くなってきている。オリジナル・アルバムに限ってみると、1990年代は3枚、2000年代は2枚の発表に留まっている。
1979年のスマッシュ・ヒット「風を感じて」は、CMソングということで、どこか引っかかる部分があり、長くコンサートで歌わなかったが、実は、ソロになってからCMソングでヒットを出してコンサートツアーをしたい、と色んなCMのオーディションを受けている。しかし1977年、山口百恵と三浦友和の『グリコ アーモンドチョコレート』のために作った曲はボツに、1979年のセーラ・ロウエルとキャティのコーセー化粧品「TWO WAY SUMMER」は、「あなた一本で行きますから」と言われたにも関わらず不採用となったなど5回ぐらい続く。「風を感じて」は「もうタイアップは二度とやらない」と頭に来ていたタイミングでの楽曲で、三浦徳子の作詞を浜田がほとんどの歌詞を手直ししたといわれ、「アンチCMソング」のような内容になっている。1982年の資生堂春のキャンペーン「ルージュマジック」も依頼があったが、対抗していたカネボウ化粧品がHOUND DOGで「パレット・キャット」をやるとなって、「同じCBSソニーではまずいんじゃないか」とボツとなった。
長いキャリアの中で、大きなヒット曲と言えるものは1992年発売の「悲しみは雪のように」（売上170万枚、週間1位、年間2位）の1曲のみ。本人も「唯一のヒット曲です」と自嘲気味に話すことがある。オリコンでは通算10週1位を獲得し、平成以降ではCHAGE and ASKAの「SAY YES」（13週）に次ぎ、歴代2番目の記録となった。
邦楽のシングル・レコード（ドーナツ盤）を自分で購入したのは、父親へのプレゼントに買った「星影のワルツ」と、オフコースの楽曲で一番好きな曲だった「愛を止めないで」の2枚だけだという。

### 音楽評論
「マイホームタウン」、「MONEY」、「DADDY'S TOWN」など、浜田ほど「故郷・広島」を歌ったアーティストはいない。広島が作品のなかで大きなテーマになってくるのは"家路につく"という意味を持ったタイトル作『Home Bound』以降であるが、広島を背景にした曲は、原爆、基地の街、錆びれた街、工業地帯といった物で、懐かしい場所として讃える「ふるさと賛歌」とは異質のものである。
1979年11月号を第1回に比較的早い段階から浜田を評価し、定期的に特集を組んでいた『月刊明星』は、1984年12月号の第5回浜田特集で「浜田が青春を送った街は広島県竹原、大竹、呉、神奈川県横浜、川崎と全て地方の工業都市だ。浜田の音楽が、雰囲気のみのシティ・ミュージックと一線を画するのは、そんなところだ」と評価し、浜田自身「六本木とか原宿とかの街にいる人たちにはリアリティを感じない。ウソって感じがしてしまう。歌の背景にはコンビナート、あるいは町工場。主人公は仕事を終えて中古の車でデートの場所に急ぐ工員。そんな方が生き生きしていると思う」と述べている。
スージー鈴木は2024年に「浜田さんの歌詞には寄り添うような弱者の視点があると思う。特に90年代は『がんばろう系J-POP』が支持され、頑張れば夢は叶うというメッセージが流行った。でも、それらの多くは上から目線で、どこか白々しい。それに対し、浜田さんは『俺だって弱い。つらいし泣くこともある。でも歯を食いしばって頑張っている。君だけじゃないんだ』と歌ってくれた。それが聴く者の共感を呼ぶんです」などと評している。
またスージーは「僕は吉田拓郎と同時に、浜田省吾もちょっと暑苦しくて敬遠してたんですよ。でも、今は大好きになっていて。（2023年5月に）劇場公開された映画『A PLACE IN THE SUN at 渚園 Summer of 1988』を見てびっくりしましたね。うまい下手とかじゃなくて、あれだけの爆発的な声量で歌いまくってたんだって。よく島津亜矢は『歌怪獣』っていわれますけど、『声怪獣』だと思いました。すごいな、このフィジカルって…80年代は、シティポップという言葉はまだなかったけれども、やっぱり洋楽が偉くて、邦楽だったら、はっぴいえんどやナイアガラ方面が偉くて。佐野元春はおしゃれだったからOKだったんですけど、メッセージソングは忌避してて。『浜田省吾を聞いたら負けだ』ぐらいに思ってたんです。でも僕が今、浜田省吾にこだわる理由というのは、やっぱり問題の本質を見せつけられるっていうか。直視したくなかった環境問題や貧困問題、ジャパンバッシングなどを歌っていたからでしょうね。若い頃は、もっとおしゃれでクリスタルな気分でいたい学生なのにっていう気持ちで抵抗してたと思うんですね…やっぱり、コレステロール値が200を超えるぐらいにならないとわからない音楽っていうのがあるんですよ（笑）。浜田省吾と中島みゆきは、自分がロックンローラーからコレステローラーになってからわかってきましたね（笑）。80年代の技能賞や殊勲賞で言ったら佐野元春。でも今、自分が60歳近くになって80年代を振り返ると、やっぱり中島みゆきと浜田省吾という人は、とにかく後続がいない…浜田省吾とはちょっと意味が違うけれども、暗部を剥き出しにして、ドロドロしてた。80年代はバブルでキラキラしてて、シティポップ全盛の時代という捉え方がいかに一面的かっていうのは、浜田省吾と中島みゆきを聞けばわかります…中島みゆきと浜田省吾に加え、尾崎豊も80年代を象徴するアーティストに入れましょう」などと論じている。
田家秀樹は、80年代を象徴するアーティストとして浜田省吾を挙げ、「僕自身の生き方、音楽の聞き方も変えてくれたし、あの人がいなかったらこうなってないっていう意味では浜田さんかな。あんなに誠実に生きて、誠実に音楽をやっている人は他に思い当たらないかもしれない。みんなそれぞれの誠実さがあるんでしょうけど…」などと評してしる。

### 交友関係
広島出身ということもあり、大の広島東洋カープファン。ステージ上でカープの帽子、ユニフォームを羽織ったことがある。現役時代の高橋慶彦と仲が良かった。他にも前田智徳や西山秀二からサイン入りバットをプレゼントされている。
1974年に、吉田拓郎の全国ツアーのバック・バンドでドラマーを務めたのは、「広島フォーク村」の先輩でもある拓郎から誘われたためだが、そのとき浜田は自分のドラムセットを持っていなかった。広島の友達から借りたら、そのドラムはアマチュア時代の拓郎が使っていたドラムだった。本人曰く「当時の広島にはドラムはそんなに沢山なかった」という。
同世代の同業者とテレビ・ラジオで共演することは少ないが、洋楽愛好者という共通点がある山下達郎とは互いの番組でコメントやメッセージを送っており、竹内まりやとは1979年にTOKYO FM「デンオン・ライブコンサート」でスタジオライブを行ったこともある。また、1984年にTBSラジオ『長渕剛のスーパーギャング』、1990年にニッポン放送『松任谷由実のオールナイトニッポン』へそれぞれゲスト出演している。どちらも音楽性やスタンスの違いを認めつつも、時代の共走者としての連帯感は持っている旨を語っている。
尾崎豊や福山雅治、桜井和寿（Mr.Children）など浜田に影響を受けたと言う後輩アーティストに会う時は、彼らの曲を事前にちゃんと聴いて、暖かいアドバイスを贈っている。言葉は「どんな事があっても歌い続けることだよ」という内容のようである。中村あゆみは、浜田に一番影響を受け人間的にも尊敬していると話している。1988年の渚園での野外ライブにもゲスト参加し「HOT SUMMER NIGHT」をデュエットした。
「残酷な天使のテーゼ」などの作詞で知られる及川眠子は、故郷の和歌山から大阪に出て行くとき「MONEY」を口ずさんだという。歌手の石原詢子は浜田の大ファンで、岐阜から上京して新聞配達をしていた時代に「MONEY」の歌で気持ちを奮い立たせたと述べている。千葉出身のオズワルド伊藤は月収100万超えと言われながらも「まだまだスタートラインですよ」「浜省の『MONEY』イズムでやってるんです」と語った。「MONEY」は地方出身者の成り上がりソングであるが、東京出身の田中圭も「ずっと苦汁をなめ続けまくってた時にずっと聴いていた『MONEY』が俺にとっての東京ソング」と述べている。
田原俊彦はデビュー前に『MIND SCREEN』を聴いて浜田のファンになり、デビュー後に『MIND SCREEN』に収録された「ダンシング・レディ」をテレビで歌ったことがある。「明星」1987年1月号で対談もしている。田原が行った他人のコンサートは浜田のみで、カラオケでは自分の曲は歌わず、浜田省吾と矢沢永吉を歌うという。
スポーツ界にもファンが多く、サッカー界では三浦知良やラモス瑠偉、高木琢也など。カズとはブラジルにサッカー留学していた頃からの交友で、2006年には『The Best of Shogo Hamada vol.1』『vol.2』のCMにも出演している。格闘技界では三沢光晴、長州小力、所英男、現在はタレントの大仁田厚ら。三沢はカラオケでよく浜省ナンバーを歌っていたという。井上尚弥は試合前の練習は浜田を聴くという。カラオケでは、よく「MONEY」を歌うという。征矢貴は「MONEY」を入場曲に使用している。
野球界では小笠原道大ら。松井秀喜もファンであり、コンサートで楽屋を訪問したこともある。広島の菊池涼介も「終りなき疾走」を愛聴曲として挙げている。同郷のヤクルト・坂本光士郎は、選手登場曲として2019年から2021年まで「ON THE ROAD」、2021年から2022年まで「MONEY」、2022年から「愛の世代の前に」を使用している。大下佑馬は浜田をよく聴くという。阪神の桐敷拓馬は両親の影響で浜田のファン。2022年選手登場曲に「J.BOY」を使用した。西武・源田壮亮の妻で、元乃木坂46の衛藤美彩は母親の影響で浜田のファン。テレビで浜田になりきり「MONEY」を歌ったことがある。
競馬界では元騎手で、現在は調教師の的場均ら。
この他、著名人のファンとしてますだおかだの増田英彦（ファンクラブにも入っており本人との交友がある）、ビビる大木、月亭方正、恵俊彰らが有名。山崎はモノマネ番組で浜田の歌をよく歌う。Wコロンのねづっちは「長渕剛と浜田省吾しか聴かない」という。友近は愛媛での大学時代、当時の彼氏と夜のドライブでハマショーの全曲を車の中でループで聴いていたという。浜田翔子の芸名は、父親が浜田ファンだったため。なお、浜田翔子は「夢は浜田省吾さんのMVに出演すること」と公言している。元航空幕僚長の田母神俊雄は「もうひとつの土曜日」がカラオケの十八番だという。宮藤官九郎のギターのルーツは、姉の影響で聴かされた浜田だという。爆笑問題の田中裕二は「佐野元春、浜田省吾、沢田研二がカラオケの十八番」と語っており、特に「MONEY」については「歌詞が面白い。何度聴いても笑ってしまう」と自身のラジオ番組で度々評している。板垣巴留は「『J.BOY』はもう人生のテーマソングといっても過言じゃない」「『J.BOY』は『BEASTARS』のレゴシのイメージソング。レゴシには、常に浜省の歌詞のような生き様でいてほしいと思って描いた」等と述べている。
吉田栄作は浜田ファンとして有名で、『笑っていいとも!』出演時に披露した「MONEY」エピソードはよく知られ、同曲に感化されたという。また、女優の烏丸せつこも浜田のファンで、1980年代前半にレギュラーを持っていた「サウンドストリート」（NHK-FM）を通じて浜田と仲良くなり、浜田は既に既婚者だったのだが、ステージ上から「浜田省吾さんが好きです」と宣言して大騒動になったこともあり、週刊誌にも色々書かれた。烏丸の方もその後結婚し、フェードアウト状態になって事なきを得たが、2008年11月から2010年3月まで限定開設された「NHK青春ラジカセ」でのインタビュー（配信終了）や週刊誌のインタビューで、浜田のことを「あの人の顔が好き」「たぶん今まで53年間生きてきた中で、一番好きな男だと思う」「もし昔に戻れるなら、あの頃に帰りたい」「省吾と2人、少年少女時代に戻りたい」などと話し、当時と変わらぬキレ味を見せつけている。
ダウンタウンも浜田のファンで、2001年に日本テレビ系『ダウンタウンのガキの使いやあらへんで!!』で「浜省だらけの野球大会」という企画を放送したことがある。浜田本人も事務所で観ていたらしく、ファンクラブ会報のインタビューで「面白かったですよ。愛情表現だと受け取りましたけど（笑）」と好意的に受け止めていた。フジテレビ系『ダウンタウンのごっつええ感じ』でも「ON THE ROAD」というタイトルで、車に暴力団の資金源である浜省を不法所持しているといったテーマのコントを放送している。
石田ゆり子は古くからの付き合いという。
近年ではあいみょんのように親世代の影響で浜田のファンになったというような、若いファン層が増加している。

### コンサート関連
1976年にソロデビューした時期が、ちょうど矢沢永吉のソロデビューと重なり、CBSソニーが矢沢を売り出す一環として行ったのが、矢沢のフィルムコンサートであった。同じCBSソニー所属だった関係で浜田は、そのフィルムコンサートの前座を務めた。ギターケース一つ下げて地方の指定された会場へ何度か一人で行った。そこは会場の周辺をオートバイとシャコタンに改造されたクルマが取り巻く暴走族の集会のような光景。会場内はリーゼントに革ジャンという客で埋め尽くされている。フィルムコンサートは、本人がステージに立つコンサートよりも熱狂的なファンが集まるため、「期待の新人、浜田省吾です」などという司会の声はまるで耳に入らず、「永ちゃん」コールを繰り返し、「早く、永ちゃんやれよ!!」と罵声が飛ぶ。スタッフから革ジャンを借りて、トイレで髪を濡らしてリーゼントにして持ち歌を歌うが、曲が終わっても聞こえてくるのは、「永ちゃん」コールであった。さらに地方にプロモーションに行くと、広島以外ではまったくの無名で、浜田を知る人は皆無。聞かれることは「広島フォーク村ってどうなったんですか?」「吉田拓郎はどんな人ですか?」ばかりで、吉田拓郎は恩人ではあるが、嫌悪感すら生まれ、名前を耳にするのもうとましくなったという。
1970年代後半の長い下積み時代、小さな町で数百人を集めてのライブに全精力を使い果たして、ホテルに帰ってテレビを付けると『ザ・ベストテン』をやっていて、後からデビューした人達が何十万枚とレコードを売って歌う姿を見る。テレビという巨大な主流・メインカルチャーに対して、「ライブはカウンターカルチャーだと思う。テレビからこぼれ落ちた大切なものを僕達は丁寧にすくって、大切に育ててきた」という自負をインタビューで述べている。
1980年代のコンサートで、出待ちに恵俊彰がいたことがある。恵は、何か渡さないとと思い、ポケットにあった10円玉を手渡したことがある。浜田自身も記憶に残っていると後世語っている。
1980年代半ば頃からコンサート・チケットがプラチナ化しており、毎回発売と同時に完売するほどの人気を誇る。ほとんどメディアに露出せず、レコード制作とライブ活動だけで人気を維持し続けている稀有な存在といえる。専用のトラックを早くから持ち、日本で初めてツアーを中心に活動を組立てたミュージシャンである。
1988年8月20日、静岡県浜名湖・渚園では史上初となる野外ライブ「A PLACE IN THE SUN at 渚園」を開催、55000人を動員した。また同日には甲子園で静岡県立浜松商業高等学校（通称「ハマショウ」）が延長の末2対1で負け、「ハマショー（浜商）だめだったね…」と電車内などで地元人が言っていたため、渚園へ浜田（ハマショー）のコンサートに向かおうとしていた観客の中には「浜田省吾のコンサートが中止になったのか」と動揺した人もいたという。
1988年のツアーでは、3時間あまりのコンサートでアゴに支障をきたした。コンサートの期間中、日常生活では、マウスピースをしていた。
同じく1988年のツアーでは長岡で歌っている途中にサングラスを落とした。その時のMCでは「みんなも見るの初めてだろ?」と返した。その時いたファンにとっては大サービスだった。
基本的には1会場あたり2,000人規模のホール・ツアーと、1万人規模のアリーナ・ツアーの2つを行う。また、数万人を動員する大規模な野外ライブも開催している。また、ドーム・コンサートには否定的で、これまで一度も行っていない。スタジアム・ライブも、1984年に横浜スタジアムで開催したのみで、それ以来一度も行われていない。日本武道館でのコンサートも意外に少なく、1982年の初武道館が1回、その20年後の2002年に2回、2022年に2回の計5回しか行っていない。ただし、「Act Against Aids」の武道館公演に2000年と2004年の2回ゲスト出演している。
1998年からのコンサートでは、客の年齢層を確かめる「年代別チェック」が恒例になっている30代と40代の客が圧倒的に多いが、徐々に年齢層が高くなってきており、親子連れも多くなって10代の比率も増えている。親子2代で浜省ファンという人も多く、更には祖父母の代からのファンも存在する。10歳未満の子供をコンサート会場に連れてきた親には、「胎教のときから聞かせてたんでしょ?生まれたときにサングラスかけてなかった?」と冗談をいうこともある。
自分で作詞・作曲をしていない曲をコンサートで歌うことはめったにない。
コンサートでの定番曲「HELLO ROCK&ROLL CITY」を歌うときは、歌詞の一部をコンサート開催地に変えて歌う。津市でコンサートをやるときや、市ではなく町でコンサートをやるときはメロディと歌詞が合わないので困ってしまうとも話している。利府町の宮城グランディ・21で行う場合、「Hello 宮城グランディ〜」と歌う。 最近は、利府タウンと歌うこともある。
前述の「HELLO ROCK&ROLL CITY」だけでなく、本人の意向によって曲の歌詞を変えて歌うことが多い。ラスト・ダンスでは「二人靴がすりへるほど歩いた'この街」を「二人靴がすりへるほど歩いた○○」とコンサート開催地に変えたり、「夏の終り」では「潮風と波の音を枕にひとり暮らそう」を「潮風と波の音を枕にふたり暮らそう」と変えたりする。
1998年から始まった「ON THE ROAD 2001」は、4年間に及ぶ世紀を跨いだ前人未到のロングツアーであった。ホール、ライブハウス、アリーナ、野外ライブなどの各会場を織り交ぜた計198公演で、延べ60万人を動員した。47都道府県すべてでコンサートを行い、奄美大島や佐渡ヶ島などキャリア20年以上の中で初めてとなる会場もあった。1990年代に2000年という言葉を最初に掲げた世界初のアーティストである。
1998年10月7日に行なった姫路市文化センターで行なったコンサートでは、館内停電が発生した。急遽復旧まで、生ギターで数曲演奏するハプニングが発生した。この映像は「ON THE ROAD 2001」Disc1の特典映像「ON THE ROAD 2001 DIGEST」や「SHOGO HAMADA Visual Collection "FLASH&SHADOW"」のDVDで確認できる。
2000年に奄美大島の名瀬市でコンサートを行った際、地元の南海日日新聞にて「久々の大物歌手が名瀬で公演するチケットの売出し日、（中略）全盛期を過ぎても、まさかここまで根強い人気があるとは」と掲載された。ステージで早速ネタにされ、「俺はこれからが全盛期だと思ってるんだよ!」と笑いながら語った。後日、同紙に「あの一言は撤回します。素晴らしいコンサートでした」との記事が掲載される。この映像は「ON THE ROAD 2001」Disc1の特典映像「ON THE ROAD 2001 DIGEST」で確認できる。
同じく2000年、黒磯でのコンサート中、開始2曲目で「脹脛断裂」してしまう。それでもコンサートはやり遂げた。このことはテレビのワイドショーでも採り上げられた。しかし、映像が昔のもので、バックに流れたのは20年前にヒットした「風を感じて」であった。本人は「このことが一番ショックだった」と語っている。
2001年以降のアリーナツアーでは、センターステージを設けることが多くなった。2001年以降のアリーナコンサートでは、アンコールの前に浜田本人の映像が数分流れる。2001年の場合は浜田本人が楽屋入りするまでの動画、2005年はそのコンサート土地でのエピソードを語る動画、2011年はコンサート当日の1年以上前に撮影された動画である。
コンサートでは、歌詞にあわせて身振り手振りで歌うことが多い。例えば、「電話」という歌詞があるところでは手で電話をかける仕草をしたり、「ドライブ」という歌詞がある部分ではハンドルを回す仕草、「こんな気持のまま」の歌詞にある「0時になる前に」という歌詞では腕時計を見る仕草をする。
「J.BOY」は、FC会員限定ツアー『100% FAN FUN FAN』以外の通常ライブでは、必ず歌う曲である。
2011年から行われたコンサート「ON THE ROAD 2011 "The Last Weekend"」では、新曲アルバムのない状態でのコンサートだった。本人は、コンサート内で、「新曲ができるのを待っていたら60代になってしまうから、それまでにコンサートでみんなに会いたかったため」と発言している。このツアーのチケットは一般のプレイガイドでは販売されず、すべてツアーサイト上で「ON THE ROADチケットセンター」に登録して購入する独自のシステムが採用された。チケット販売の種類には先行販売、一般販売、二次販売、直前販売などがある。会場によっては当日券も販売される。また、このコンサートでは送付されるチケットには座席番号は印字されておらず、当日まで自分の座席が分からない仕組みになっていた。会場の入口ゲートにて、専用機器でチケットのバーコードを読み込むことで、座席が印字された紙が手渡され、そこで初めて座席が分かるというもの。これはチケットの転売対策として、2009年に開催されたファンクラブ限定ツアー「100% FAN FUN FAN 2009 featuring Katz Hoshi 春の音楽会 "春来たりなば夏遠からじ…"」から試験的に導入された。
2015年頃まではほぼ4年ごとにコンサートを行っていたので、「オリンピックと同じ周期なんで次回のコンサートは4年後です!」と本人が直接言うことが多かった。オリジナルアルバムも発売間隔が広くなり、2009年のファンクラブ限定ツアー(『Journey of a Songwriter 〜 旅するソングライター』の初回限定盤DVD月Blu-ray収録)では、新曲の「恋する気分」を初めて演奏する前に「この曲は5年後に発売するアルバムに収録予定です」と笑いながら自虐をいうシーンがある。実際には2015年に収録され、6年後の発売となった。しかし、2015年にホールツアー（ON THE ROAD 2015）を行うと、翌年にはソロデビュー40周年、J.BOYのリリースから30周年記念となるアリーナツアー（ON THE ROAD 2016）を開催、2017年から2019年までファンクラブ限定ツアーを毎年開催している。
コンサートの舞台の袖をいっぱいを使って動いて歌うことが多い。まれに歌詞を間違えることもあり、2011年のコンサートでは「あれから二人」の歌詞「重ねた唇」を「束ねた唇」と歌い、最初からやり直したこともある。 2016年のコンサートではステージの左右、中央の3ヶ所にプロンプターを設置した。
メディアに登場しないため意外に思われるが、コンサートのMCでは饒舌ぶりを見せる。また、必ず開催地の感想や思い出を語り、ファンへの感謝の気持ちを述べる。ほぼ全ての会場で、入り待ちのファンに手を振って応えている。
関西（特に大阪）でコンサートを行う際は、MCで笑いを取ろうとする傾向がある。オーディエンスにネタと気づかれない場合は、「今の笑うとこなんだけど…」と自分で言うこともある。
2016年、ソロデビュー40周年記念として、ON THE ROAD 82からON THE ROAD 2016までの歴代ツアーパンフレットを電子書籍にて完全復刻した。
2016年11月5日、2016年11月6日に予定されていたマリンメッセ福岡でのライブは急性声帯炎、急性咽頭喉頭炎の為、延期することになり、本人体調不良での延期は約16年ぶりとなった。前回は2000年5月2日の四日市市文化会館、4日、5日の名古屋国際会議場である。次開催の横浜アリーナでは、この延期について触れ、「ご承知のように、福岡をキャンセル、延期してしまいました」「これがめちゃめちゃ悔しくて」と発言。月に10本以上やってる若い頃は、そういう事態になっても「頑張ってるからしょうがないと言われたけど、今はやっぱり歳だ、と言われる。その一点だけでも悔しくてやろうと思ったけど」と悔しさを繰り返し述べた一方で、「でも、あの時点でやっていたら、多分今日はなかった。判断は正しかった」とも述べた。
2018年のコンサートでは、2016年のノーベル賞受賞者のボブ・ディランに由来して、自分も○○賞（ノーベル賞・芥川賞・直木賞など）の受賞を狙っていると冗談を述べ、リスナーからつけてもらった愛称である浜省（浜賞）を大事にこれからも頑張ると笑いをとった。
2018年からは自身の音楽をもう一度見直し、そして見つけて大切にしてくれたファンに聞いてもらいたい、かつ、浜田自身が若い頃夢中になったビートルズやカーペンターズのようにメンバーが故人となっているミュージシャンはもう聞くことができないという寂しさから、自身の過去作品を年代別で披露するファンクラブ限定ツアーを毎年開催、それに先行しセルフカバーシングルを毎年リリースしている。2018年は自身の1970年代に作った曲、2019年には1980年代前半に作った曲のみで構成されたコンサートとなっている（2020年にも1980年代後半がテーマのツアーが予定されていたが新型コロナウイルスの影響で開催中止）。

## ラジオ出演
| 放送年 | 放送日           | タイトル                                                | 放送局       | 備考 |
| ------ | ---------------- | ------------------------------------------------------- | ------------ | --- |
| 1979年 | 4月 - 1980年1月  | 『電撃わいどウルトラ放送局』                            | ラジオ日本   | 不定期出演 |
| 1979年 | 10月7日          | 『デンオン・ライブコンサート』                          | TOKYO FM     | 竹内まりやとのスタジオライブ 風を感じて、涙あふれて、片想い、いつかもうすぐ、Take It Easy（竹内まりやとデュエット）、I Call Your Name（竹内まりやとデュエット）、愛を眠らせて、いつわりの日々 |
| 1980年 | 1月8日 - 9月30日 | 『セイ!ヤング』                                         | 文化放送     | 月曜深夜レギュラー |
| 1981年 | - 1982年         | 『君が人生の時』                                        | ラジオ関西   | |
| 1981年 | 2月11日          | 『浜田省吾ライブ』                                      | NHK-FM       | アルバム『Home Bound』からのスタジオライブ 終りなき疾走、東京、丘の上の愛、あばずれセブンティーン、今夜こそ、反抗期、ガラスの部屋、明日なき世代、家路                                         |
| 1981年 | 6月14日          | 『ニュー・サウンズ・スペシャル〜浜田省吾&THE FUSE』     | NHK-FM       | スタジオライブ 今夜はごきげん、あばずれセブンティーン、いつかもうすぐ、途切れた愛の物語 |
| 1981年 | 11月11日         | 『烏丸せつこのサウンドストリート』                      | NHK-FM       | |
| 1983年 | 10月27日         | 『渋谷陽一のサウンドストリート』                        | NHK-FM       | |
| 1983年 | 10月28日         | 『渋谷陽一のサウンドストリート』                        | NHK-FM       | |
| 1984年 | 3月4日 - 3月25日 | 『トップ・オブ・ジャパン』                              | TOKYO FM     | 全4回 |
| 1984年 | 10月24日         | 『長渕剛のスーパーギャング』                            | TBSラジオ    | 全4回 |
| 1989年 | 10月1日          | 『開局特別番組』                                        | bayfm        | |
| 1990年 | 6月16日          | 『松任谷由実のオールナイトニッポン』                    | ニッポン放送 | |
| 1991年 | 6月8日           | 『日立ライブ! ライブ! ライブ!〜浜田省吾 ワン&オンリー』 | TOKYO FM     | 1990年に開催された駒沢大学記念講堂でのライブ音源を放送 |
| 1992年 | 6月8日           | 『田家秀樹 オン・ザ・ロード・アゲイン』                 | TOKYO FM     | |
| 1993年 | 6月8日           | 『SPECIAL PROGRAM〜その永遠の一秒に〜』                 | TOKYO FM     | |
| 1994年 | 5月15日          | 『浜田省吾 ON THE ROAD 74-94』                          | TOKYO FM     | 1976年4月5日に、渋谷屋根裏で行われたデビューライブなどの音源や、山下達郎からのメッセージを放送                                                                                                |
| 1995年 | 11月23日         | 『10th Anniversary 山下達郎 with TREASURES』            | エフエム横浜 | コメント出演 |
| 2004年 | 12月1日          | 『恵俊彰のディアフレンズ』                              | TOKYO FM     | |
| 2005年 | 4月12日          | 『SOUND SPLASH』                                        | FM新潟       | サテライトスタジオにて「星の指輪」を弾き語り |
| 2005年 | 6月26日          | 『福山雅治のSUZUKI TALKING FM』                         | TOKYO FM     | |
| 2015年 | 5月1日           | 『浜田省吾と山口智充のオールナイトニッポンGOLD』        | ニッポン放送 | |
| 2015年 | 5月3日           | 『浜田省吾スペシャル〜旅するソングライター』            | NHK-FM       | 渋谷陽一がゲストという形で出演 |

## テレビ出演
デビューから1990年代までは積極的にテレビ出演しなかったが、2000年代以降は複数回不定期で出演している。

### ON THE ROAD 2001 NHK4部作
浜田自らプロデュースを行って制作された特別プログラムで、全4回に渡って放送された。映像の一部は『SHOGO HAMADA Visual Collection "FLASH&SHADOW"』にダイジェストとして収録。
| 放送日         | タイトル                                                 | 放送局   | セットリスト | 備考                                                                       |
| -------------- | -------------------------------------------------------- | -------- | --- | -------------------------------------------------------------------------- |
| 2001年8月18日  | 『浜田省吾 ON THE ROAD 2001 〜THE SHOGO MUST GO ON〜』   | NHK BS2  | 1. 日はまた昇る 2. モノクロームの虹 3. 路地裏の少年 4. 恋は魔法さ 5. MONEY 6. 彼女 7. HELLO ROCK&ROLL CITY（ON THE ROAD '85-'96 DIGEST） 8. もうひとつの土曜日 9. …to be "Kissin'you" 10. J.BOY 11. 君の名を呼ぶ 12. 演奏旅行                                                  |                                                                            |
| 2001年10月9日  | 『浜田省吾 A MUSIC ODYSSEY 2001』                        | NHK総合  | 1. J.BOY 2. 路地裏の少年 3. 君の名を呼ぶ 4. 彼女 5. 恋は魔法さ 6. 悲しみは雪のように 7. 愛の世代の前に 8. 裸の王達 9. 日はまた昇る | イラク戦争による特別報道番組によって放送が中断され、10月14日に再放送された |
| 2001年12月3日  | 『ハイビジョンスペシャル 浜田省吾 THE SHOGO MUST GO ON』 | NHK BShi | 1. 夏の終り 2. HELLO ROCK&ROLL CITY 3. LOVE HAS NO PRIDE 4. 路地裏の少年 5. 終りなき疾走 6. 彼女 7. DANCE〜境界線上のアリア 8. 少年の心 9. こんな気持のまま 10. こんな夜はI MISS YOU 11. モノクロームの虹 12. 恋は魔法さ 13. MONEY 14. 君の名を呼ぶ 15. J.BOY 16. 日はまた昇る |                                                                            |
| 2001年12月17日 | 『浜田省吾 THE SUN ALSO RISES 〜日はまた昇る〜』         | NHK BS2  | 1. 夏の終り 2. HELLO ROCK&ROLL CITY 3. LOVE HAS NO PRIDE 4. 午前4時の物語 5. あい色の手紙 6. こんな気持のまま 7. こんな夜はI MISS YOU 8. A NEW STYLE WAR 9. 愛の世代の前に 10. 星の指輪 11. 裸の王達 12. 君の名を呼ぶ 13. 初秋 14. J.BOY 15. 日はまた昇る                      |                                                                            |

### STILL ON THE ROAD
SMEの運営する音楽チャンネルViewsic（現：MUSIC ON! TV）で、3回に渡り浜田を特集したプログラム。前述同様『SHOGO HAMADA Visual Collection "FLASH&SHADOW"』にダイジェストとして収録。
| 放送日         | タイトル                                                                | 放送局  | 備考 |
| -------------- | ----------------------------------------------------------------------- | ------- | --- |
| 2000年10月15日 | 『SHOGO HAMADA STILL ON THE ROAD Vol.1 ACE OF HEARTS』                  | Viewsic | 各会場から次の会場まで、 ファンに浜田省吾本人のギターを運んでもらうという企画「ギターリレー」を中心としたドキュメンタリー。   |
| 2000年12月3日  | 『SHOGO HAMADA STILL ON THE ROAD Vol.2 LET SUMMER ROCK!'99・HIROSHIMA』 | Viewsic | 1999年8月7日に広島国営備北丘陵公園で行われた『LET SUMMER ROCK '99 "SUNSHINE PICNIC&MOONLIGHT DANCING"』のライブドキュメント。 |
| 2001年3月4日   | 『SHOGO HAMADA STILL ON THE ROAD Vol.3 ON THE ROAD』                    | Viewsic | 様々なリハーサル・ライブ映像を交えながら、バンドメンバー、スタッフから見た浜田省吾を語るドキュメント。                        |

### 浜田の特集番組
| 放送年 | 放送日  | タイトル                                                    | 放送局       | 備考 |
| ------ | ------- | ----------------------------------------------------------- | ------------ | --- |
| 1981年 | 3月20日 | 『ファイティング80's 第51回これが俺たちの音楽だ! 浜田省吾』 | テレビ神奈川 | 終りなき疾走、反抗期、陽のあたる場所、明日なき世代 映像の一部は、1999年にリマスターされたアルバム『Home Bound』と『愛の世代の前に』の特典として、CD EXTRAに収録された。 |
| 2013年 | 7月28日 | 『浜田省吾ライブスペシャル〜僕と彼女と週末に〜』            | NHK BSP      | ON THE ROAD、HELLO ROCK&ROLL CITY、独立記念日、悲しみは雪のように、PAIN、裸の王達、THEME OF FATHER'S SON（遙かなる我家） 、RISING SUN（風の勲章）、J.BOY、I am a father、君がいるところが My Sweet home、日はまた昇る、僕と彼女と週末に コンサートツアー『ON THE ROAD 2011 "The last weekend"』の映像を中心に、田家秀樹と共に送る特別番組。 |
| 2015年 | 9月12日 | 『SONGS 第354回 浜田省吾 旅するソングライター』             | NHK総合      | 「旅するソングライター」、「夢のつづき」、「夜はこれから」、「マグノリアの小径」、「光の糸」のミュージック・ビデオと浜田本人の語りによって構成。 |

### その他
| 放送年 | 放送日   | タイトル                  | 放送局     | セットリスト                                                | 備考                                   |
| ------ | -------- | ------------------------- | ---------- | ----------------------------------------------------------- | -------------------------------------- |
| 1978年 | 10月     | 『ハローヤング』          | 関西テレビ | 1. 路地裏の少年 2. 恋に気づいて 3. あの頃の僕 4. 涙あふれて |                                        |
| 1979年 | 7月15日  | 『ヤングおー!おー!』      | MBS        | 1. 風を感じて 2. いつわりの日々                             |                                        |
| 1979年 | 8月13日  | 『夜のヒットスタジオ』    | フジテレビ | 1. 風を感じて                                               |                                        |
| 1979年 | 10月2日  | 『ヤングおー!おー!』      | MBS        | 1. 風を感じて 2. いつわりの日々                             |                                        |
| 1979年 | 10月22日 | 『夜のヒットスタジオ』    | フジテレビ | 1. 風を感じて                                               |                                        |
| 1979年 | 11月25日 | 『ヤングおー!おー!』      | MBS        | 1. 風を感じて 2. いつわりの日々                             |                                        |
| 2004年 | 12月1日  | 『Act Against AIDS 2004』 | WOWOW      |                                                             | 水谷公生、春嵐と共にFairlifeとして参加 |

## コンサートツアー
1970年代後半から自身のバックバンドを従えて本格的なツアー活動を開始した。1982年以降はツアータイトルを「ON THE ROAD」とし、現在まで引き継がれている。1986年以降はサブタイトルが付いている。
1980年代は毎年のように100本近いツアーを行っていたが、1990年代以降は数年毎の間隔を空けるようになっている。また、ホールツアーとアリーナツアーが分けて組まれるようになり、ステージの規模も大型化している。不定期ではあるが、ファンクラブ限定のツアーも開催されている。

### 年度別公演数
| 1970年代 | 公演数 | 動員数   | 1980年代 | 公演数 | 動員数    | 1990年代 | 公演数 | 動員数    | 2000年代 | 公演数 | 動員数                               | 2010年代 | 公演数 | 動員数    | 2020年代 | 公演数 | 動員数    |
| -------- | ------ | -------- | -------- | ------ | --------- | -------- | ------ | --------- | -------- | ------ | ------------------------------------ | -------- | ------ | --------- | -------- | ------ | --------- |
|          |        |          | 1980年   | 96回   | 75,000人  | 1990年   | 56回   | 198,000人 | 2000年   | 48回   | 1998年 - 2002年1月 約700,000人を動員 | 2010年   | 0回    |           | 2020年   | 5回    |           |
|          |        |          | 1981年   | 89回   | 146,000人 | 1991年   | 54回   | 252,000人 | 2001年   | 35回   | 1998年 - 2002年1月 約700,000人を動員 | 2011年   | 33回   | 350,000人 | 2021年   | 0回    |           |
|          |        |          | 1982年   | 122回  | 225,000人 | 1992年   | 0回    |           | 2002年   | 2回    | 1998年 - 2002年1月 約700,000人を動員 | 2012年   | 4回    | 350,000人 | 2022年   | 30回   | 86,000人  |
|          |        |          | 1983年   | 119回  | 258,000人 | 1993年   | 37回   | 130,000人 | 2003年   | 10回   |                                      | 2013年   | 18回   |           | 2023年   | 18回   | 166,000人 |
|          |        |          | 1984年   | 87回   | 197,000人 | 1994年   | 58回   | 280,000人 | 2004年   | 0回    |                                      | 2014年   | 0回    |           | 2024年   | 2回    | 34,000人  |
|          |        |          | 1985年   | 76回   | 213,000人 | 1995年   | 3回    |           | 2005年   | 26回   | 250,000人                            | 2015年   | 28回   |           | 2025年   | 0回    |           |
| 1976年   | 18回   |          | 1986年   | 64回   | 270,000人 | 1996年   | 16回   |           | 2006年   | 28回   | 150,000人                            | 2016年   | 27回   | 250,000人 | 2026年   | 0回    |           |
| 1977年   | 50回   |          | 1987年   | 38回   | 270,000人 | 1997年   | 13回   |           | 2007年   | 55回   | 150,000人                            | 2017年   | 19回   |           | 2027年   | 0回    |           |
| 1978年   | 53回   | 13,000人 | 1988年   | 91回   | 370,000人 | 1998年   | 52回   |           | 2008年   | 0回    |                                      | 2018年   | 19回   |           | 2028年   | 0回    |           |
| 1979年   | 70回   | 41,000人 | 1989年   | 10回   | 370,000人 | 1999年   | 61回   | 2009年    | 15回     |        | 2019年                               | 24回     |        | 2029年    | 0回      |        |           |
| 合計     | 合計   | 合計     | 合計     | 合計   | 合計      | 合計     | 合計   | 合計      | 合計     | 合計   | 合計                                 | 合計     | 合計   | 合計      | 合計     | 1729回 |           |

### ツアータイトル
タイトルが「ON THE ROAD」と名付けられた1982年以降の記録。
| 期間                          | 公演数 | ツアータイトル                                                            | 備考 |
| ----------------------------- | ------ | ------------------------------------------------------------------------- | --- |
| 1982年3月22日〜1983年2月22日  | 142    | [[ON THE ROAD '82]]                                                       | 初めて「ON THE ROAD」のタイトルが付いた。1年間のツアーとしては過去最多となる142本を記録。全編ホール・コンサート。 |
| 1983年3月31日〜1984年4月29日  | 121    | ON THE ROAD '83                                                           | 個人事務所「Road&Sky」を設立してから最初のツアー。このツアーの期間中に大規模な野外ライブを「福岡・海の中道海浜公園」と「横浜スタジアム」で開催している。 |
| 1984年8月17日〜1985年2月9日   | 77     | ON THE ROAD '84                                                           | アルバム『DOWN BY THE MAINSTREET』の制作と並行して行われた。全編ホール・コンサート。 |
| 1985年5月25日〜1986年2月19日  | 77     | ON THE ROAD '85                                                           | よみうりランドの特設野外ライブ2daysからスタートしたツアー。それ以降はすべてホール・コンサートとなっている。 |
| 1986年9月4日〜1987年4月6日    | 83     | ON THE ROAD '86 "I'm a J.BOY"                                             | アルバム『J.BOY』の発売日と同時にスタート。ツアー名に初めてサブタイトルが付けられた。また、アリーナ会場（国立代々木競技場第一体育館）を初めて使用し、連日3時間を超えるステージとなり、非常に規模の大きなツアーとなった。 |
| 1988年3月17日〜1989年2月7日   | 100    | ON THE ROAD '88 "FATHER'S SON"                                            | アルバム『FATHER'S SON』を引っ提げてのツアー。ホール、アリーナ、野外ライブを織り交ぜた計100公演。ツアー途中で昭和が終わりを迎える。 |
| 1990年7月21日〜1991年3月17日  | 83     | ON THE ROAD '90 "FOR WHOM THE BELL TOLLS"                                 | アルバム『誰がために鐘は鳴る』を引っ提げての約1年半降りとなるホールツアー。「夏の終り」では、♫一人暮らそう♫を♫二人暮らそう♫に変えて歌うなどする。 |
| 1991年5月25日〜1991年8月10日  | 26     | ON THE ROAD '91 "ONE AND ONLY"                                            | ホールツアー終了後に組まれた大規模なアリーナツアー。これ以降、ホールツアーとアリーナツアーは分けて組まれている。最終公演の8月10日は「仙台みちのく杜の湖畔公園」で野外ライブが開催された。 |
| 1993年9月14日〜1994年3月14日  | 64     | ON THE ROAD '93 "OCEAN AVENUE 7493"                                       | 約2年ぶりのホールツアー。サブタイトルの7493という数字は「プロデビューが1974年、現在が1993年」という意味で、デビュー20周年を記念するツアーとなった。 |
| 1994年4月25日〜1995年1月13日  | 34     | ON THE ROAD '94 "The Moment Of The Moment"                                | アルバム『その永遠の一秒に 〜The Moment Of The Moment〜』を引っ提げての、ON THE ROAD '93から続けて行われたアリーナツアー。町支寛二の脳腫瘍の手術のため一旦中断し、最終公演が1995年の仙台市体育館公演にずれ込んだ。 |
| 1996年11月11日〜1997年4月13日 | 29     | ON THE ROAD '96 "Tender is the night"                                     | アルバム『青空の扉 〜THE DOOR FOR THE BLUE SKY〜』を引っ提げての約2年ぶりのアリーナツアー。タイトルはフィッツジェラルドの小説から。冬季のため北海道の会場がスケート場になっており使用できなかったが、4月に北海道での最終追加公演が開催された。 |
| 1998年4月10日〜2000年9月6日   | 161    | ON THE ROAD 2001 "THE MONOCHROME RAINBOW"                                 | 1998年から2001年まで続く前代未聞の4年間のロングツアー。そのうち2000年までの3年間はホールやライブハウスが中心で、全国47都道府県を回った。初のファンクラブ限定ライブも開催された。 |
| 2001年9月1日〜2002年1月11日   | 37     | ON THE ROAD 2001 "THE SHOGO MUST GO ON"                                   | アルバム『SAVE OUR SHIP』を引っ提げ、4年間のツアーを締めくくった5年ぶりのアリーナツアー。タイトルは「THE SHOW MUST GO ON」と掛けられた洒落になっている。このツアーで初めてセンターステージを披露した。2002年1月に20年ぶりとなる日本武道館公演を開催。4年間で60万人を動員。 |
| 2005年9月3日〜2005年12月11日  | 26     | ON THE ROAD 2005 "MY FIRST LOVE"                                          | アルバム『My First Love』を引っ提げての約4年ぶりとなるアリーナツアー。前回に引き続き、アンコールではセンターステージを披露。のべ25万人を動員。 |
| 2006年9月15日〜2007年11月27日 | 83     | ON THE ROAD 2006-2007 "MY FIRST LOVE IS ROCK'N'ROLL"                      | ソロデビュー30周年を記念した2年間に渡るホールツアー。ホールツアーとしては6年ぶりとなる。デビュー当時の出で立ちで弾き語りを披露するコーナーが設けられた。のべ15万人を動員。 |
| 2011年4月15日〜2012年6月3日   | 37     | ON THE ROAD 2011 "The Last Weekend"                                       | 約3年半ぶりのツアー。アリーナツアーとしては5年半ぶりとなる。東日本大震災を受けて、急遽チャリティー追加公演も開催された。また震災の影響により仙台公演が2011年7月から翌年5月に延期された。2012年6月には「ON THE ROAD SPECIAL "The Last Weekend"」と題した、東日本大震災の2回目の復興支援コンサートをさいたまスーパーアリーナにて開催され「"The Last Weekend"」と題したツアーが終了。のべ35万人を動員。                     |
| 2015年9月14日〜2016年1月23日  | 32     | ON THE ROAD 2015 "Journey of a Songwriter"                                | 約3年半ぶりのコンサートツアー。10年ぶりとなるアルバム『Journey of a Songwriter 〜 旅するソングライター』を引っ提げ行う。このツアーで初めて、ニューアルバムの全曲をセットリストに含める試みを行った。 この年は愛奴のドラマーとしてデビューしてから40周年であり、またソロデビューから40年となる2016年まで続くメモリアルコンサートとなる。                                                                                  |
| 2016年9月17日〜12月24日       | 21     | ON THE ROAD 2016 "Journey of a Songwriter"since 1976                      | 約半年ぶりのコンサートツアー。アリーナ・ツアーとなっており、2015年に発売したアルバムの新曲を引っさげ行う。ソロデビューしてから40年、またアルバム『J.BOY』をリリースしてから30周年となるメモリアルコンサート。初めて視聴者から好きな曲のアンケートを事前に行い、上位の曲が演奏された。 2016年11月5日、6日のマリンメッセ福岡公演では、浜田の急性声帯炎、急性咽頭喉頭炎発症により延期。本人体調不良による延期は約16年ぶり。 |
| 2022年9月10日〜2023年1月22日  | 26     | [[ON THE ROAD 2022 Welcome Back to The Rock Show "EVE"]]                  | 7年ぶりのホールツアー。 |
| 2023年9月16日〜2024年1月20日  | 21     | [[ON THE ROAD 2023 Welcome Back to The Rock Show youth in the "JUKEBOX"]] | 6年ぶりのアリーナツアー。1976年から1986年までに発表した楽曲を中心に演奏。 |
|                               |        |                                                                           | |

### 野外イベント
通常のツアーとは別に、大規模な野外ライブを開催することがある。その際、既存の野外施設ではなく、初めてコンサートで使用される場所が選ばれることが多い。
| 期日                        | コンサートタイトル                                                       | 備考 |
| --------------------------- | ------------------------------------------------------------------------ | --- |
| 1983年8月13日               | A PLACE IN THE SUN at 福岡海の中道                                       | 初の野外コンサート。ON THE ROAD '83の春ツアーと秋ツアーの合間に開催された。18,000人を動員。 |
| 1984年4月29日               | A PLACE IN THE SUN at 横浜スタジアム                                     | 初のスタジアムコンサート。ON THE ROAD '83のツアーファイナル。 |
| 1985年5月25日・26日         | ON THE ROAD '85 東京よみうりランド"EAST"                                 | ON THE ROAD '85ツアーのスタートとして2DAYS開催。 |
| 1988年8月20日               | A PLACE IN THE SUN at 渚園                                               | ON THE ROAD '88の春ツアーと秋ツアーの合間に開催された。52,000を動員。 |
| 1991年8月10日               | ON THE ROAD '91 仙台みちのく杜の湖畔公園                                 | ON THE ROAD '91のツアーファイナル。25,000人を動員。 |
| 1999年7月24日・8月7日・15日 | ON THE ROAD 2001 LET SUMMER ROCK '99 "SUNSHINE PICNIC&MOONLIGHT DANCING" | ON THE ROAD 2001 "THE MONOCHROME RAINBOW"の3クールと4クールの合間に北海道キロロリゾート・広島国営備北丘陵公園・東京国営昭和記念公園の3公演開催。東京公演では野外ライブでは初めての雨天順延となった。 |
| 2001年10月13日              | ON THE ROAD 2001 宜野湾市海浜公園屋外劇場                                | ON THE ROAD 2001 "THE SHOGO MUST GO ON"の沖縄公演。 |

### 日本武道館
日本武道館コンサートは、これまでに3回（5公演）開催されている。
| 期日                 | コンサートタイトル                                              | 備考 |
| -------------------- | --------------------------------------------------------------- | --- |
| 1982年1月12日        | 愛の世代の前に in 1982 at 武道館                                | 初の武道館コンサート。アルバム『愛の世代の前に』発表後に開催され、大方の予想に反してチケットは即日完売。この日の模様を収めたライブアルバム『ON THE ROAD』も発売された。 |
| 2002年1月11日・12日  | SHOGO HAMADA AT BUDOKAN ON THE ROAD "THE SHOGO MUST GO ON"      | 前回の武道館コンサートから、ちょうど20年が経ったのを記念して、ON THE ROAD 2001 "THE SHOGO MUST GO ON"の追加公演として2DAYS開催。                                        |
| 2022年1月6日・1月7日 | SHOGO HAMADA / 40th Anniversary ON THE ROAD 2022 LIVE at 武道館 | 1982年に行われた『愛の世代の前に in 1982 at 武道館』から40周年を記念し、40年前と同じセットリストで開催された。2DAYS。                                                   |

### インターネットライブ
2002年7月31日、ソニー・ミュージックエンタテインメントの配信プラットフォーム「MORRICH」にて、インターネットライブ「Internet Special Live“ON THE ROAD 2001.COM”」を配信。
浜田にとって初めての試みであったことに加え、既存のライブ中継の配信とは異なり、インターネット配信のためのライブとしても世界初の試みであった。チケット価格は1,500円で先着2001人限定、配信時間約40分。

### ファンクラブ会員限定ライブ
1998年のSHOGO HAMADA ON THE ROAD 2001 official fan club special event  "100% FAN FUN FAN"を皮切りに、これ以降はファンクラブイベントとして会員限定のコンサートツアーを開催している。
| 期日                                | タイトル | 備考 |
| ----------------------------------- | --- | --- |
| 1998年11月2日〜2000年9月3日         | SHOGO HAMADA ON THE ROAD 2001 official fan club special event "100% FAN FUN FAN"                                        | 初のライブ型ファンクラブイベント。 FC会員であってもコンサートチケットが入手しづらいという問題を解決するコンセプトから始まる。 |
| 2003年11月1日〜2003年12月27日       | SHOGO HAMADA official fan club special event 100% FAN FUN FAN 2003                                                      | 2001年の1月 ON THE ROAD 2001 "THE SHOGO MUST GO ON"武道館公演からおよそ2年ぶりのツアーとなった。 |
| 2009年4月29日〜2009年7月4日         | 100% FAN FUN FAN 2009 featuring Katz Hoshi 春の音楽会「春来たりなば夏遠からじ…」                                        | アルバム『Journey of a Songwriter 〜 旅するソングライター』初回限定盤の特典映像として、「LONELY-愛という約束事」と「恋する気分」を収録。 |
| 2013年5月3日〜2013年7月21日         | "100% FAN FUN FAN" On The Avenue 2013 「曇り時々雨のち晴れ」                                                            | 同上の特典映像で「こんな気持のまま」のみ公開されていたが、2020年に様々なイベントが中止となる中、浜田本人の発案で、映像作品『ON THE AVENUE 2013「曇り時々雨のち晴れ」』としてリリース。 |
| 2017年9月24日〜1月17日              | 100% FAN FUN FAN 2017 “The Moonlight Cats Radio Show” Welcome back to The 60's                                          | 第1部では浜田のルーツである60年代の楽曲をバンドメンバーと共にカバーしたアルバム『The MoonlightCats Radio Show Vol.1 & Vol.2』から全曲を演奏。第2部では浜田自身の楽曲を演奏。 Welcome back to The 70's “Journey of a Songwriter" since 1975 「君が人生の時~Time of Your Life」の特典映像として第1部が収録。 |
| 2018年9月29日〜2019年1月12日        | 100% FAN FUN FAN 2018 “Journey of a Songwriter” since 1975 Welcome back to The 70's “君が人生の時 〜 Time of Your Life” | 70年代に制作した楽曲を演奏するというテーマで開催。チャリティー公演の映像ではあるが会員限定イベントとしては初めてリリースした。 |
| 2019年9月14日〜2020年1月23日        | 100% FAN FUN FAN 2019 “Journey of a Songwriter” since 1975 Welcome back to The 80's Part-1 終りなき疾走 〜 ALL FOR RUN  | 80年代前半に制作したアルバム『Home Bound』、『愛の世代の前に』、『PROMISED LAND 〜約束の地』より演奏するというテーマで開催。 80年代はリリース曲数が多いため、Part-1とPart-2にの前後半に分け開催。 |
| 2020年（開催中止）                  | 100% FAN FUN FAN 2020 “Journey of a Songwriter” since 1975 Welcome back to The 80's Part-2 “DOWN BY THE MAINSTREET”     | 80年代後半に制作したアルバム『DOWN BY THE MAINSTREET』、『J.BOY』、『FATHER'S SON』から演奏するというテーマで開催予定だった。 新型コロナウイルス感染症拡大の影響により中止。 |
| 2021年10月9日〜12月19日（開催中止） | SHOGO HAMADA Official Fan Club Presents Fan Club Concert Tour 2021 Welcome Back to The Rock Show "EVE"                  | 本来は、2021年9月から『ON THE ROAD 2021』と銘打ったアリーナツアーを計画していたが、新型コロナウイルス感染症拡大の影響により断念。 前年にもイベントが中止になっていたことから、会員向けに一部日程を活用し、定員制限等の感染対策を行った上でのツアーを計画していたが、再びの感染爆発によって中止となった。 マリンメッセ福岡を皮切りに、大阪城ホール、セキスイハイムスーパーアリーナ、横浜アリーナ、日本ガイシホール、広島グリーンアリーナの6都市11公演が予定されていた。 |

## ファンクラブ
唯一の公式ファンクラブは「Road&Sky」（所属事務所と同名）。1983年にホリプロから独立し、新たに個人事務所「Road&Sky」を設立し発足した。浜田自身は経営には一切関わらないというスタンスを取っている。
2024年9月末現在で76,000人を超える会員が在籍している。
ファンクラブ会報誌は2024年11月現在で247号まで発行されている。

### 特典
- 入会時には、IC会員証とキーホルダーを送付。この会員証は、本人確認の厳格な浜田のコンサートに入場する際必要となる。
- 2ヵ月に1回（年6回）、フルカラーでおよそ50ページほどの会報誌を発行している。およそ半数のページは浜田へのインタビューで、滅多にメディアに登場しない浜田省吾の貴重な情報源となっている。
- 12月末に発行される号では会員プレゼントとして「実用的な」グッズが同封される。例として、2021年は布マスク(黒、灰、青のいずれか1つ)とマスクケースの2点セット。
- 公式サイトのファンクラブ会員限定ページでは、不定期で配信される浜田からの動画メッセージや過去の会報バックナンバー、浜田周辺のスタッフの日記などを閲覧できる。
- コンサートツアーが開催された際には、ファンクラブ会員へのチケット先行発売が行われる。ただし、確実にチケットを取得できるということはなく、あくまで抽選である。また、座席に関してもファンクラブだからといって優遇されることはない。
- 前項の通り、不定期でファンクラブ会員限定のイベントが開催される。

### 過去の会員限定イベント
1986年から、ライブのない期間を埋めるという目的でファンクラブ会員限定のイベント（ファンミーティングやコンサートツアー）を開催。
2013年のイベントからは、ステージセットなどそのまま使える物があるのだから、という浜田の考案から、非会員でも参加可能なチャリティー公演をツアー終了後行っている。
チャリティー公演のチケットやグッズによる収益については、「J.S. Foundation」を通じ国内外への支援活動に支払われ、収支報告も行われている。

#### 1986年 FIRST MEETING
1986年7月13日〜1986年8月10日に全国8都市10公演開催。
1986年7月13日 名古屋 ハートランド、1986年7月20日(2回)ラフォーレ原宿パート2、1986年7月26日仙台フォーラスイベントホール、1986年7月27日 札幌 PENNY LANE 24、1986年8月2日 広島 WIZ WONDERLAND、1986年8月3日(2回)梅田バナナホール、1986年8月9日横浜ビブレホール、1986年8月10日天神ビブレホールで開催。
公開されていないプロモーション用映像の上映や、ロードアンドスカイ社長高橋信彦に浜田について直接質問できるQ&Aコーナー、クイズ、プレゼント（サイン入りグッズなど）抽選会が行われた。

#### 1987年 SECOND MEETING
1987年7月12日〜1987年8月29日に全国12都市17公演を開催。1800人が参加。
1987年7月12日横浜ビブレホール、1987年7月19日 名古屋 ハートランド、1987年7月24日天神ビブレホール、1987年7月25日 熊本 マツモトレコード、1987年8月1日 神戸 チキンジョージ、1987年8月2日 大阪 ザ・バーボンハウス、1987年8月8日 静岡 モッキンバード、1987年8月9日 恵比寿 THE FACTORY、 1987年8月22日仙台CAD HALL、1987年8月23日 札幌 PENNY LANE 24、1987年8月29日広島ウッディストリートで開催。
『ON THE ROAD '86 "I'm a J.BOY"』より「MONEY」「BIG BOY BLUES」「SWEET & SOUR MEDLEY（You Can't Hurry Love〜A THOUSAND NIGHTS〜Unchained Melody〜Hold On I'm Comin'）」、愛奴時代の映像を上映。その他、クイズやプレゼント（サイン入りグッズなど）抽選会が行われた。

#### 1989年 3rd MEETING
1989年10月15日〜1990年1月15日に全国15都市34公演を開催。3500人が参加。これまでの映像上映やクイズに加え、浜田省吾やファンクラブについてのディスカッションの場が設けられた。
- 1989年10月15日札幌PENNY LANE 24、1989年10月21日仙台CAD HALL、1989年10月22日郡山市民文化センター、1989年1月3日大宮FREAKS、1989年11月4日・11月5日横浜 7th AVENUE、1989年11月11日 神戸 チキンジョージ、1989年11月12日広島C&A、1989年11月17日鹿児島JEUGIA、1989年11月18日・11月19日天神ビブレホール、1989年11月25日・11月26日 名古屋 ハートランド、1989年12月2日・1989年12月3日代官山ヒルサイドプラザ、1989年12月9日長野NBSホール、1989年12月10日新潟ヤマハホール、1989年12月16日 静岡 すみや"リピエーノ"、1990年1月14日〜1月15日（1989年10月28日、10月29日から延期）梅田バナナホールで開催。

『ON THE ROAD "FILMS"』には入らなかった以下のライブ映像や、「BREATHLESS LOVE」のMV、そして浜田がRoad&Skyオフィスのデスクに腰を掛け、楽曲を弾き語りする映像が上映された。
- HELLO ROCK&ROLL CITY（1988年8月20日 A PLACE IN THE SUN at 渚園）
- MAINSTREET（1988年11月18日 ON THE ROAD '88 "FATHER'S SON" MZA有明 留学生支援コンサート）
- こんな夜はI MISS YOU（浜田省吾おちゃめver）
- MY HOME TOWN（1988年8月20日 A PLACE IN THE SUN at 渚園）
- BLOOD LINE（フェンスの向こうの星条旗）（1989年1月28日 名古屋レインボーホール）

- （弾き語り）あの頃の僕、STAND BY ME、A Place in the Sun、In the Still of the Night、Do You Want to Dance

2005年にリリースされた『SHOGO HAMADA Visual Collection "FLASH&SHADOW"』で、一部の上映映像が確認できる。同チャプターに収録されている「Baseball Kid's Rock」と「明日なき世代」は、1990年に全国で開催されたフォト&ビデオ展「ALL ARE GO!」で上映されたものである。

#### 1995年 Member's Only Special EVENT
1995年7月2日〜1995年9月24日に全国17都市19公演を開催。ライブ映像（約70分）を上映し、最後にポスターなどの抽選会が行われた 。
1995年7月2日横浜市教育会館、1995年7月9日メディアシティ静岡百人劇場、1995年7月15日仙台市青年文化センター、1995年7月16日中三デパート盛岡店AUNホール、1995年7月23日 札幌 共済ホール、1995年7月29日長野NBSホール、1995年7月30日新潟ヤマハホール、1995年8月5日 熊本 マツモトレコード、1995年8月6日鹿児島JEUGIA、1995年8月20日 大阪 リサイタルホール、1995年8月26日・8月27日天神ビブレホール、1995年9月3日 名古屋 ダイヤモンドホール、1995年9月9日FANQ岡山 、1995年9月10日広島YMCA国際文化ホール、1995年9月15日栃木会館小ホール、1995年9月16日・9月17日TOKYO FM HALL、1995年9月24日千葉県教育会館で開催。
『ROAD OUT "MOVIES" OUT TAKES』として、以下のライブ映像を上映した 。
1. DARKNESS IN THE HEART（1988年8月20日 A PLACE IN THE SUN at 渚園）
2. 路地裏の少年（1994年9月16日 ON THE ROAD '94 "The Moment Of The Moment" 横浜アリーナ）
3. HELLO ROCK&ROLL CITY（1994年9月16日 ON THE ROAD '94 "The Moment Of The Moment" 横浜アリーナ）
4. MY OLD 50'S GUITAR（1990年11月17日 ON THE ROAD '90 "FOR WHOM THE BELL TOLLS" 駒澤大学記念講堂）
5. 明日なき世代〜八月の歌〜BIG BOY BLUES（1991年8月10日 ON THE ROAD '91 "ONE AND ONLY" みちのく杜の湖畔公園）
6. 愛の世代の前に（1991年8月10日 ON THE ROAD '91 "ONE AND ONLY" みちのく杜の湖畔公園）
7. WHAT'S THE MATTER,BABY?（1993年10月26日 ON THE ROAD '93 "OCEAN AVENUE 7493" 東京厚生年金会館）
8. THE DAVE CLARK FIVE - BECAUSE
9. Stevie Wonder - A Place in the Sun
10. The Beach Boys - In the Still of the Night
11. 我が心のマリア〜恋は魔法さ（PV）
12. バックシート・ラブ（1994年9月16日 ON THE ROAD '94 "The Moment Of The Moment" 横浜アリーナ）
13. 初秋（1994年9月16日 ON THE ROAD '94 "The Moment Of The Moment" 横浜アリーナ）

## 関連人物
- あいみょん

音楽関係の仕事をしている父を通じ浜田省吾の影響を受け、アルバム『My First Love』が彼女にとって初恋の音楽であったと語っている。あいみょんはしんちゃんとカラオケで「初恋」を歌いたいという。
2019年1月17日に行われた、NHKホールでのチャリティーコンサート『Welcome back to The 70's "Journey of a Songwriter" since 1975 「君が人生の時〜Time of Your Life"』に招待され、終演後浜田の楽屋に訪れ初の対面を果たした。本人曰く、「好きな人に告白するくらい緊張し、泣き顔で2ショットを撮影した」「その後感情のままにツイートしてしまった」と後日語っており、浜田からは「また同じ土俵で会いましょう」という言葉を掛けられたという。
また、同じく影響を受けたアーティストとして、Mr.Childrenやスピッツを公言しているが、Mr.Childrenは上述の通り浜田の影響を受けているほか、スピッツは浜田の所属事務所であるRoad&Skyグループの傘下、「GrassHopper」に所属している。
- 明石家さんま

さんまを自身のラジオ番組のゲストに呼んだ際には「瀬田のスポーツジムで見たマナーが悪い」と、ジムのプールで女をはべらせていたさんまに対し番組内で説教を始め、「ボクがゲストやから」と笑いで済まそうとするもさらに説教を続け、さんまを黙らせてしまったことがある。さんまが『ビビる大木のオールナイトニッポン』の最終回にゲスト出演した際にも、このエピソードを披露していた。
カラオケでよく浜田のナンバーを歌っており、笑ってる場合ですよ!や、自らのコンサートでも浜田の「今夜はごきげん」を歌っていた。
- 尾崎豊

浜田に影響を受けたことを公言し、ディレクターも同じソニーの須藤晃が担当していた。Road&Skyに所属していた時期があった。
1996年のインタビューで浜田は、1986年、ニューヨークで尾崎とECHOESの辻仁成と共に食事をした後、L.A.でTDを終えたばかりだったアルバム『J.BOY』を2人に聴かせた際、尾崎は「このアルバムって僕のことを歌ってるみたいだ」と語り、それに対し浜田は「そうだよ、君のことだよ」と答えたことをよく覚えていると回顧した。
完成したアルバム『J.BOY』を初めて聞いたのはこの2人だったという。
- 甲斐よしひろ

1978年に甲斐がリリースしたカバーアルバム『翼あるもの』には、浜田が作詞作曲した「あばずれセブンティーン」が収録、甲斐バンドの代表曲「安奈」（シングル）のイントロのアコースティックギターは浜田がノーギャラで演奏しているなど、多くの親交を伺わせるエピソードがある。浜田と甲斐はデビュー時から交友があり、よく新宿ゴールデン街で飲み歩いていたという。
浜田の結婚披露宴に甲斐が音楽関係者としては唯一出席し、「結婚したらロックはできなくなる」というスピーチをし、浜田はそれに「面白いことを言うヤツだな」と思ったという。
- 桜井和寿（Mr.Children）

同じく、浜田に影響を受けたミュージシャン。中学時代からマネをして歌っていた。雑誌での対談やステージ競演も行っている。
ap bank fes '05では浜田の演奏終了直後、「HERO」の歌唱中に桜井が感極まり、泣きながら歌っていたことなどその影響の大きさを窺い知ることができる。
桜井は「HERO」の歌詞について、「『小さい頃に身ぶり手振りを真似てみせた』というところと、中学時代に浜田さんを好きで真似ていた自分と重なった」と語っている。
- 渋谷陽一

音楽評論家。ロッキング・オン社長。渋谷のラジオ番組にゲスト出演した際、音楽評論家・渋谷陽一のラジオ番組にゲスト出演。この時、議論が白熱した結果、浜田が激怒し「結局なんでしょ、あんたたちゃあ、人の作ったものにケチつけてメシ食ってるんでしょうが!」と面と向かって毒づいたことがある。これに渋谷は「はい、そうですよ」と答えた。
しかしながらその後和解し、その後渋谷は自身の発刊する音楽誌で何度も浜田の特集を組むなど、今日に至るまで長きに渡り浜田を支援し続けている。渋谷自身、プライベートでも付き合いがある唯一のアーティストと述べている。「rockin'on」本誌で特集した日本人ミュージシャンは、浜田とRCサクセション、坂本龍一、山下達郎と数えるほどしかいない。
- スピッツ

自らの所属事務所であるRoad&Skyグループの傘下、「GrassHopper」に所属している。1995年のシングル「我が心のマリア/恋は魔法さ」で共演している。まだほとんど売れていなかったメジャーデビュー時からスピッツの音楽性を高く評価しており、「ロビンソン」で彼らがブレイクしたときには「自分のことのように嬉しい」と述べている。初期の作品はほとんど歌えるそうで、「ヒバリのこころ」「魔女旅に出る」「ウサギのバイク」などがお気に入りだという。
- 高見沢俊彦

音楽雑誌において何度か対談や、高見沢のラジオ番組にゲスト出演をするなど交友がある。その一方で浜田の『終りなき疾走』に影響を受けたファンであると、テレビなどで公言している。
高見沢がTHE ALFEEもまだ売れていなかった1983年頃、浜田よりロサンゼルスで購入したB.C.Rich・モッキンバードを譲り受け、現在でも大切に保存している。
- 時任三郎

1980年代からの交友があり、1985年には「WALKIN' IN THE RAIN」という楽曲を提供している。1986年、渋谷パルコ スペース・パート3で毎年行われていた時任のコンサート「ザ・ライブ」に友情出演。2005年には「I am a father」のプロモーション・ビデオに時任が出演している。
- 福山雅治

同じく、浜田に影響を受けたミュージシャン。2005年6月26日『福山雅治のSUZUKI Talking F.M.』では、1994年にツアー中であった2人が名古屋の味仙で初対面したことや、お互いの恋愛観、結婚観について浜田と対談を交わした。
自身のラジオ番組『福山雅治のオールナイトニッポンサタデースペシャル・魂のラジオ』のコーナー「魂のリクエスト」で浜田の楽曲をカバーする他、自らのカバーアルバム『魂リク』では「Midnight Blue Train」を収録している。
- 星勝

元モップスのメンバー。水谷と同様、数多くの浜田省吾の作品やコンサートをプロデュースしている。2007年には浜田との企画アルバムである『STARS IN THE SUN 〜SHOGO HAMADA SONG BOOK』をリリース。
2009年の『100% FAN FUN FAN 2009 featuring Katz Hoshi 春の音楽会「春来たりなば夏遠からじ…」』や、2011年の『ON THE ROAD 2011 "The Last Weekend"』ではオーケストラの指揮者としても登場している。
- 三浦知良

学生の頃から浜田のファンだったが、ブラジルにサッカー留学していた際に共通の知人を通じ知り合う。サッカーに対する真っ直ぐな姿勢に浜田が感銘を受け、日本帰国後も交流を続けている。
現在は浜田の所属事務所であるRoad&Skyグループの傘下、「HATTTRICK」に所属している。
- 水谷公生

1978年発表のアルバム『Illumination』以来、長きにわたって浜田作品のプロデュースを手掛けている。浜田は「音楽の師」と仰いでいる。音楽ユニット「Fairlife」では妻の春嵐と共に浜田と活動。
1982年1月12日の『愛の世代の前に in 1982 at 武道館』や1988年8月20日の『A PLACE IN THE SUN at 渚園』、20021月11日・12日の『SHOGO HAMADA AT BUDOKAN ON THE ROAD "THE SHOGO MUST GO ON"』など、ギタリストとしても共に活動している。
- 吉田拓郎

同じ広島出身であり、「広島フォーク村」の先輩でもある。浜田にプロデビューのきっかけを与えた恩人。吉田は自らのコンサートツアーに、浜田がドラムとして参加していた「愛奴」をバックバンドとして引き連れていた。当時の音楽番組のいくつかの映像で、浜田がドラムを叩いている様子を見ることが出来る。
1997年には「イメージの詩」を吉田拓郎の50歳の記念としてカバーしているが、吉田は何度か「浜田の譜割りが俺は気に入らない」と現在まで言い続けている。
- 山下達郎

同期デビューで同学年（山下は1953年2月4日生まれ）。音楽性は違うが、互いの音楽を評価し、それぞれのファンクラブ誌上での対談やステージ競演も行っている。山下の妻である竹内まりやを含め、プライベートでも交流がある。
- 吉田栄作

若い頃から浜田のファンであることを公言し、1995年には浜田から『真夏の路上 〜午前3時のWILD BOY〜』の楽曲提供を受けている。『森田一義アワー 笑っていいとも!』初出演時に「MONEY」に関わるエピソードを話したことでも知られる。
- 吉野弘

浜田が最も敬愛する詩人。アルバム『CLUB SNOWBOUND』では、吉野本人に直筆の手紙を書き、許諾を得て詩を引用するなど多大な影響を受けている。本人は「本当に素晴らしい詩人だから、影響を受けたっていうとおこがましい」と語っている。
2007年11月27日、吉野の故郷である酒田市民会館で行われた『ON THE ROAD 2006-2007 "MY FIRST LOVE IS ROCK'N'ROLL"』では、詩集「消息」より「雪の日に」を朗読した後、この詩からインスパイアを受けた「悲しみは雪のように」を弾き語りしている。

### ライブバンドとして
- 町支寛二

高校時代からの音楽パートナーで、40年以上の付き合いがある。浜田作品のほぼ全てにおいてコーラス・アレンジを手掛けている。ツアーでもギタリスト&コーラスとして参加している。浜田がまだ売れていなかった頃にはマネージャーを務めたりもしており、「彼がいたからここまで来れた」と感謝の気持ちを述べている。また唯一、浜田省吾のデビュー当時から一緒にライブをしているメンバーでもある。
2000年代以前
- THE FUSE - 1970年代から1980年代にかけて活動した浜田省吾のバックバンド。

2000年代以降
- 長田進 - ギターとして不動のライブサポートメンバー（2005年から参加)
- 古村敏比古 - サックスとして不動のライブサポートメンバー（1982年から参加)
- 美久月千晴 - ベースとして不動のライブサポートメンバー（2005年から参加)
- 小田原豊 - ドラムとして不動のライブサポートメンバー（2005年から参加)
- 福田裕彦 - キーボード（シーセンサー）として不動のライブサポートメンバー（1998年から参加)
- 河内肇 - ピアノとして不動のライブサポートメンバー（2012年から参加)
- 中嶋ユキノ - ボーカルとして不動のライブサポートメンバー（2013年から参加)
- 竹内宏美[208] - ボーカルとして不動のライブサポートメンバー（2015年から参加)
- その他、小島良喜（ピアノ:2001年から2011年）・清岡太郎（トロンボーン:2011年から）・佐々木史郎（トランペット:2011年から）が主に挙げられる。